# Copa América 2024/Spiele
Dieser Artikel umfasst die Spiele der Copa América 2024 mit allen statistischen Details. Die Kader der 16 beteiligten Nationalmannschaften finden sich unter Copa América 2024/Kader.

## Gruppenphase

### Gruppe A

#### Argentinien – Kanada 2:0 (0:0)
| Argentinien                                                                                   | Argentinien | Kanada | Kanada | Aufstellung                          |
| --------------------------------------------------------------------------------------------- | --- | --- | ------ | ------------------------------------ |
| Argentinien                                                                                   | \| 1. Spieltag \| \| 20. Juni 2024 um 20:00 Uhr EST (21. Juni um 2:00 Uhr MESZ) in Atlanta (Mercedes-Benz Stadium) \| \| Zuschauer: 70.564 \| \| Schiedsrichter: Jesús Valenzuela ( Venezuela) \| \| Spielbericht \| | \| 1. Spieltag \| \| 20. Juni 2024 um 20:00 Uhr EST (21. Juni um 2:00 Uhr MESZ) in Atlanta (Mercedes-Benz Stadium) \| \| Zuschauer: 70.564 \| \| Schiedsrichter: Jesús Valenzuela ( Venezuela) \| \| Spielbericht \| | Kanada | Aufstellung Argentinien gegen Kanada |
| Argentinien                                                                                   | Emiliano Martínez – Nahuel Molina 89., Cristian Romero, Lisandro Martínez, Marcos Acuña 89. – Ángel Di María 69., Rodrigo de Paul, Leandro Paredes 77., Alexis Mac Allister 49' – Lionel Messi 88', Julián Álvarez 76. Reserve Franco Armani, Gerónimo Rulli, Gonzalo Montiel 89., Lucas Quarta, Germán Pezzella, Nicolás Otamendi 77., Nicolás Tagliafico 89., Guido Rodríguez, Giovani Lo Celso 68., Valentín Carboni, Exequiel Palacios, Enzo Fernández, Nicolás González, Lautaro Martínez 76., Alejandro Garnacho Cheftrainer: Lionel Scaloni | Maxime Crépeau – Alistair Johnston, Moïse Bombito, Derek Cornelius, Alphonso Davies – Tajon Buchanan 59., Ismaël Koné 85., Stephen Eustáquio, Liam Millar 85. – Jonathan David 80., Cyle Larin Reserve Dayne St. Clair, Tom McGill, Richie Laryea 80., Luc de Fougerolles, Kamal Miller, Joel Waterman, Kyle Hiebert, Samuel Piette, Ali Ahmed, Jonathan Osorio 85., Mathieu Choinière, Theo Bair, Jacen Russell-Rowe 85., Tani Oluwaseyi, Jacob Shaffelburg 59. Cheftrainer: Jesse Marsch ( Vereinigte Staaten) | Kanada | Aufstellung Argentinien gegen Kanada |
| Argentinien                                                                                   | 1:0 Álvarez (49.) 2:0 La. Martínez (88.) | | Kanada | Aufstellung Argentinien gegen Kanada |
| Argentinien                                                                                   | de Paul (61.), Lo Celso (90.+1') | Koné (81.), Cornelius (90.+5') | Kanada | Aufstellung Argentinien gegen Kanada |
| Argentinien                                                                                   | Spieler des Spiels: Julián Álvarez (Argentinien) | | Kanada | Aufstellung Argentinien gegen Kanada |
| 1. Spieltag                                                                                   | | |        |                                      |
| 20. Juni 2024 um 20:00 Uhr EST (21. Juni um 2:00 Uhr MESZ) in Atlanta (Mercedes-Benz Stadium) | | |        |                                      |
| Zuschauer: 70.564                                                                             | | |        |                                      |
| Schiedsrichter: Jesús Valenzuela ( Venezuela)                                                 | | |        |                                      |
| Spielbericht                                                                                  | | |        |                                      |

#### Peru – Chile 0:0
| Peru                                                                                   | Peru | Chile | Chile | Aufstellung                  |
| -------------------------------------------------------------------------------------- | --- | --- | ----- | ---------------------------- |
| Peru                                                                                   | \| 1. Spieltag \| \| 21. Juni 2024 um 19:00 Uhr CST (22. Juni um 2:00 Uhr MESZ) in Arlington (AT&T Stadium) \| \| Zuschauer: 43.030 \| \| Schiedsrichter: Wilton Sampaio ( Brasilien) \| \| Spielbericht \| | \| 1. Spieltag \| \| 21. Juni 2024 um 19:00 Uhr CST (22. Juni um 2:00 Uhr MESZ) in Arlington (AT&T Stadium) \| \| Zuschauer: 43.030 \| \| Schiedsrichter: Wilton Sampaio ( Brasilien) \| \| Spielbericht \| | Chile | Aufstellung Peru gegen Chile |
| Peru                                                                                   | Pedro Gallese – Miguel Araujo, Carlos Zambrano, Alexander Callens 84. – Wilder Cartagena, Sergio Peña, Piero Quispe 71., Andy Polo 84., Luis Advíncula 35. – Gianluca Lapadula, Edison Flores 71. Reserve Carlos Cáceda, Diego Romero, Aldo Corzo, Oliver Sonne 84., Luis Abram 84., Anderson Santamaría, Marcos López 35., Jesús Castillo, Christian Cueva, André Carrillo, Joao Grimaldo 71., Franco Zanelatto, Paolo Guerrero 71., José Rivera, Bryan Reyna Cheftrainer: Jorge Fossati ( Uruguay) | Claudio Bravo – Mauricio Isla, Igor Lichnovsky, Paulo Díaz, Gabriel Suazo – Marcelino Núñez 85., Erick Pulgar, Víctor Dávila 65., Alexis Sánchez, Diego Valdés 46. – Eduardo Vargas 65. Reserve Gabriel Arias, Brayan Cortés, Nicolás Fernández, Guillermo Maripán, Matías Catalán, Benjamín Kuscevic, Thomas Galdames, Esteban Pavez, Rodrigo Echeverría 85., César Pérez, Darío Osorio 46., Cristián Zavala, Maximiliano Guerrero, Marcos Bolados 65., Ben Brereton 65. Cheftrainer: Ricardo Gareca ( Argentinien) | Chile | Aufstellung Peru gegen Chile |
| Peru                                                                                   | Zambrano (18.) | Pulgar (22.), Dávila (47.), Sánchez (79.) | Chile | Aufstellung Peru gegen Chile |
| Peru                                                                                   | Spieler des Spiels: Alexis Sánchez (Chile) | | Chile | Aufstellung Peru gegen Chile |
| 1. Spieltag                                                                            | | |       |                              |
| 21. Juni 2024 um 19:00 Uhr CST (22. Juni um 2:00 Uhr MESZ) in Arlington (AT&T Stadium) | | |       |                              |
| Zuschauer: 43.030                                                                      | | |       |                              |
| Schiedsrichter: Wilton Sampaio ( Brasilien)                                            | | |       |                              |
| Spielbericht                                                                           | | |       |                              |

#### Peru – Kanada 0:1 (0:0)
| Peru | Peru | Kanada | Kanada | Aufstellung                   |
| --- | --- | --- | ------ | ----------------------------- |
| Peru | \| 2. Spieltag \| \| 25. Juni 2024 um 17:00 Uhr CST (26. Juni 2024 um 0:00 Uhr MESZ) in Kansas City (KS) (Children’s Mercy Park) \| \| Zuschauer: 15.625 \| \| Schiedsrichter: Mario Escobar ( Guatemala) \| \| Spielbericht \| | \| 2. Spieltag \| \| 25. Juni 2024 um 17:00 Uhr CST (26. Juni 2024 um 0:00 Uhr MESZ) in Kansas City (KS) (Children’s Mercy Park) \| \| Zuschauer: 15.625 \| \| Schiedsrichter: Mario Escobar ( Guatemala) \| \| Spielbericht \| | Kanada | Aufstellung Peru gegen Kanada |
| Peru | Pedro Gallese – Miguel Araujo, Carlos Zambrano 79., Alexander Callens – Andy Polo, Sergio Peña 79., Wilder Cartagena, Piero Quispe 62., Marcos López – Gianluca Lapadula 70., Edison Flores 62. Reserve Carlos Cáceda, Diego Romero, Aldo Corzo, Luis Advíncula, Oliver Sonne, Luis Abram, Anderson Santamaría 62., Jesús Castillo, Christian Cueva 79., André Carrillo 79., Joao Grimaldo, Franco Zanelatto, Paolo Guerrero 70., José Rivera, Bryan Reyna 62. Cheftrainer: Jorge Fossati ( Uruguay) | Maxime Crépeau – Alistair Johnston, Moïse Bombito, Derek Cornelius 46., Richie Laryea 66. – Liam Millar 46., Ismaël Koné 46., Jonathan David, Stephen Eustáquio, Alphonso Davies – Cyle Larin 82. Reserve Dayne St. Clair, Tom McGill, Tajon Buchanan 66., Luc de Fougerolles, Kamal Miller 46., Joel Waterman, Kyle Hiebert, Samuel Piette, Ali Ahmed, Jonathan Osorio 46., Mathieu Choinière, Theo Bair, Jacen Russell-Rowe, Tani Oluwaseyi 82., Jacob Shaffelburg 46. 74' Cheftrainer: Jesse Marsch ( Vereinigte Staaten) | Kanada | Aufstellung Peru gegen Kanada |
| Peru | 0:1 David (74.) | | Kanada | Aufstellung Peru gegen Kanada |
| Peru | Laryea (20.) | | Kanada | Aufstellung Peru gegen Kanada |
| Peru | Araujo (59.) | | Kanada | Aufstellung Peru gegen Kanada |
| Peru | Spieler des Spiels: Jonathan David (Canada) | | Kanada | Aufstellung Peru gegen Kanada |
| 2. Spieltag                                                                                                 | | |        |                               |
| 25. Juni 2024 um 17:00 Uhr CST (26. Juni 2024 um 0:00 Uhr MESZ) in Kansas City (KS) (Children’s Mercy Park) | | |        |                               |
| Zuschauer: 15.625                                                                                           | | |        |                               |
| Schiedsrichter: Mario Escobar ( Guatemala)                                                                  | | |        |                               |
| Spielbericht                                                                                                | | |        |                               |

#### Chile – Argentinien 0:1 (0:0)
| Chile                                                                                           | Chile | Argentinien | Argentinien | Aufstellung                         |
| ----------------------------------------------------------------------------------------------- | --- | --- | ----------- | ----------------------------------- |
| Chile                                                                                           | \| 2. Spieltag \| \| 25. Juni 2024 um 21:00 Uhr EST (26. Juni um 3:00 Uhr MESZ) in East Rutherford (MetLife Stadium) \| \| Zuschauer: 81.106 \| \| Schiedsrichter: Andrés Matonte ( Uruguay) \| \| Spielbericht \| | \| 2. Spieltag \| \| 25. Juni 2024 um 21:00 Uhr EST (26. Juni um 3:00 Uhr MESZ) in East Rutherford (MetLife Stadium) \| \| Zuschauer: 81.106 \| \| Schiedsrichter: Andrés Matonte ( Uruguay) \| \| Spielbericht \| | Argentinien | Aufstellung Chile gegen Argentinien |
| Chile                                                                                           | Claudio Bravo – Mauricio Isla 87., Igor Lichnovsky, Paulo Díaz, Gabriel Suazo – Erick Pulgar 76., Rodrigo Echeverría, Darío Osorio, Alexis Sánchez 66., Víctor Dávila – Eduardo Vargas 87. Reserve Gabriel Arias, Brayan Cortés, Nicolás Fernández 87., Guillermo Maripán, Matías Catalán, Benjamín Kuscevic, Thomas Galdames, Esteban Pavez, Marcelino Núñez 76., César Pérez, Marcos Bolados 66., Maximiliano Guerrero, Cristián Zavala, Ben Brereton 87. Cheftrainer: Ricardo Gareca ( Argentinien) | Emiliano Martínez – Nahuel Molina 83., Cristian Romero, Lisandro Martínez, Nicolás Tagliafico 83. – Rodrigo de Paul, Alexis Mac Allister, Enzo Fernández 64., Nicolás González 73. – Lionel Messi , Julián Álvarez 73. Reserve Franco Armani, Gerónimo Rulli, Gonzalo Montiel 83., Lucas Quarta, Germán Pezzella, Nicolás Otamendi, Marcos Acuña 83., Leandro Paredes, Guido Rodríguez, Giovani Lo Celso 64., Valentín Carboni, Exequiel Palacios, Ángel Di María 73., Lautaro Martínez 73., Alejandro Garnacho Cheftrainer: Lionel Scaloni | Argentinien | Aufstellung Chile gegen Argentinien |
| Chile                                                                                           | 0:1 La. Martínez (88.) | | Argentinien | Aufstellung Chile gegen Argentinien |
| Chile                                                                                           | Suazo (55.), Isla (82.) | | Argentinien | Aufstellung Chile gegen Argentinien |
| Chile                                                                                           | Spieler des Spiels: Claudio Bravo (Chile) | | Argentinien | Aufstellung Chile gegen Argentinien |
| 2. Spieltag                                                                                     | | |             |                                     |
| 25. Juni 2024 um 21:00 Uhr EST (26. Juni um 3:00 Uhr MESZ) in East Rutherford (MetLife Stadium) | | |             |                                     |
| Zuschauer: 81.106                                                                               | | |             |                                     |
| Schiedsrichter: Andrés Matonte ( Uruguay)                                                       | | |             |                                     |
| Spielbericht                                                                                    | | |             |                                     |

#### Argentinien – Peru 2:0 (0:0)
| Argentinien                                                                                     | Argentinien | Peru | Peru | Aufstellung                        |
| ----------------------------------------------------------------------------------------------- | --- | --- | ---- | ---------------------------------- |
| Argentinien                                                                                     | \| 3. Spieltag \| \| 29. Juni 2024 um 20:00 Uhr EST (30. Juni um 2:00 Uhr MESZ) in Miami Gardens (Hard Rock Stadium) \| \| Zuschauer: 64.972 \| \| Schiedsrichter: César Arturo Ramos ( Mexiko) \| \| Spielbericht \| | \| 3. Spieltag \| \| 29. Juni 2024 um 20:00 Uhr EST (30. Juni um 2:00 Uhr MESZ) in Miami Gardens (Hard Rock Stadium) \| \| Zuschauer: 64.972 \| \| Schiedsrichter: César Arturo Ramos ( Mexiko) \| \| Spielbericht \| | Peru | Aufstellung Argentinien gegen Peru |
| Argentinien                                                                                     | Emiliano Martínez – Gonzalo Montiel, Germán Pezzella 83., Nicolás Otamendi, Nicolás Tagliafico – Giovani Lo Celso 66., Leandro Paredes 77., Exequiel Palacios – Ángel Di María 77., Lautaro Martínez, Alejandro Garnacho 66. Reserve Franco Armani, Gerónimo Rulli, Lucas Quarta 83., Marcos Acuña, Cristian Romero, Lisandro Martínez, Nahuel Molina, Rodrigo de Paul, Guido Rodríguez 77., Alexis Mac Allister, Enzo Fernández 66., Julián Álvarez, Lionel Messi, Nicolás González 66., Valentín Carboni 77. Cheftrainer: Lionel Scaloni | Pedro Gallese – Aldo Corzo, Carlos Zambrano, Alexander Callens – Oliver Sonne, Wilder Cartagena 46., Sergio Peña, Marcos López 78., Edison Flores 56., Bryan Reyna 63. – Paolo Guerrero 56. Reserve Carlos Cáceda, Diego Romero, Luis Abram, Anderson Santamaría, Luis Advíncula, Christian Cueva 78., Jesús Castillo 46., Piero Quispe, Gianluca Lapadula 56., André Carrillo, José Rivera 56., Joao Grimaldo, Franco Zanelatto 63. Cheftrainer: Jorge Fossati ( Uruguay) | Peru | Aufstellung Argentinien gegen Peru |
| Argentinien                                                                                     | 1:0 La. Martínez (47.) 2:0 La. Martínez (86.) | | Peru | Aufstellung Argentinien gegen Peru |
| Argentinien                                                                                     | Paredes (67.) | Guerrero (28.), Cartagena (36.), Flores (53.), Zambrano (88.), Peña (90.+4') | Peru | Aufstellung Argentinien gegen Peru |
| Argentinien                                                                                     | Paredes schießt Handelfmeter an den Pfosten (72.) | | Peru | Aufstellung Argentinien gegen Peru |
| Argentinien                                                                                     | Spieler des Spiels: Lautaro Martínez (Argentinien) | | Peru | Aufstellung Argentinien gegen Peru |
| 3. Spieltag                                                                                     | | |      |                                    |
| 29. Juni 2024 um 20:00 Uhr EST (30. Juni um 2:00 Uhr MESZ) in Miami Gardens (Hard Rock Stadium) | | |      |                                    |
| Zuschauer: 64.972                                                                               | | |      |                                    |
| Schiedsrichter: César Arturo Ramos ( Mexiko)                                                    | | |      |                                    |
| Spielbericht                                                                                    | | |      |                                    |

#### Kanada – Chile 0:0
| Kanada                                                                                   | Kanada | Chile | Chile | Aufstellung                    |
| ---------------------------------------------------------------------------------------- | --- | --- | ----- | ------------------------------ |
| Kanada                                                                                   | \| 3. Spieltag \| \| 29. Juni 2024 um 20:00 Uhr EST (30. Juni um 2:00 Uhr MESZ) in Orlando (Inter&Co Stadium) \| \| Zuschauer: 24.481 \| \| Schiedsrichter: Wilmar Roldán ( Kolumbien) \| \| Spielbericht \| | \| 3. Spieltag \| \| 29. Juni 2024 um 20:00 Uhr EST (30. Juni um 2:00 Uhr MESZ) in Orlando (Inter&Co Stadium) \| \| Zuschauer: 24.481 \| \| Schiedsrichter: Wilmar Roldán ( Kolumbien) \| \| Spielbericht \| | Chile | Aufstellung Kanada gegen Chile |
| Kanada                                                                                   | Maxime Crépeau – Alistair Johnston, Moïse Bombito, Derek Cornelius, Alphonso Davies – Jonathan Osorio, Stephen Eustáquio, Richie Laryea 76., Jonathan David 90+4., Jacob Shaffelburg 65. – Cyle Larin 76. Reserve Dayne St. Clair, Tom McGill, Luc de Fougerolles, Kamal Miller 90+4., Kyle Hiebert, Joel Waterman, Ali Ahmed, Samuel Piette, Ismaël Koné, Mathieu Choinière, Theo Bair, Jacen Russell-Rowe, Tajon Buchanan 76., Liam Millar 65., Tani Oluwaseyi 76. Cheftrainer: Jesse Marsch ( Vereinigte Staaten) | Gabriel Arias – Mauricio Isla, Igor Lichnovsky, Guillermo Maripán, Gabriel Suazo – Marcelino Núñez 46., Rodrigo Echeverría 82., Darío Osorio 30., Alexis Sánchez , Víctor Dávila 77. – Eduardo Vargas 46. Reserve Brayan Cortés, Paulo Díaz, Thomas Galdames 30., Matías Catalán, Benjamín Kuscevic, Nicolás Fernández, Erick Pulgar 46., Esteban Pavez, César Pérez 82., Cristián Zavala, Marcos Bolados 46., Maximiliano Guerrero, Ben Brereton 77. Cheftrainer: Ricardo Gareca ( Argentinien) | Chile | Aufstellung Kanada gegen Chile |
| Kanada                                                                                   | Bombito (7.), Davies (42.), Johnston (57.), Millar (66.), Oluwaseyi (79.) | Suazo (12.) | Chile | Aufstellung Kanada gegen Chile |
| Kanada                                                                                   | Suazo (27.) | | Chile | Aufstellung Kanada gegen Chile |
| Kanada                                                                                   | Spieler des Spiels: Alexis Sánchez (Chile) | | Chile | Aufstellung Kanada gegen Chile |
| 3. Spieltag                                                                              | | |       |                                |
| 29. Juni 2024 um 20:00 Uhr EST (30. Juni um 2:00 Uhr MESZ) in Orlando (Inter&Co Stadium) | | |       |                                |
| Zuschauer: 24.481                                                                        | | |       |                                |
| Schiedsrichter: Wilmar Roldán ( Kolumbien)                                               | | |       |                                |
| Spielbericht                                                                             | | |       |                                |

### Gruppe B

#### Ecuador – Venezuela 1:2 (1:0)
| Ecuador                                                                                    | Ecuador | Venezuela | Venezuela | Aufstellung                         |
| ------------------------------------------------------------------------------------------ | --- | --- | --------- | ----------------------------------- |
| Ecuador                                                                                    | \| 1. Spieltag \| \| 22. Juni 2024 um 15:00 Uhr PST (23. Juni um 0:00 Uhr MESZ) in Santa Clara (Levi’s Stadium) \| \| Zuschauer: 29.864 \| \| Schiedsrichter: Wilmar Roldán ( Kolumbien) \| \| Spielbericht \| | \| 1. Spieltag \| \| 22. Juni 2024 um 15:00 Uhr PST (23. Juni um 0:00 Uhr MESZ) in Santa Clara (Levi’s Stadium) \| \| Zuschauer: 29.864 \| \| Schiedsrichter: Wilmar Roldán ( Kolumbien) \| \| Spielbericht \| | Venezuela | Aufstellung Ecuador gegen Venezuela |
| Ecuador                                                                                    | Alexander Domínguez – Ángelo Preciado, Félix Torres, Willian Pacho, Piero Hincapié – Alan Franco 79., Moisés Caicedo, John Yeboah 35., Kendry Páez 79., Jeremy Sarmiento 63. – Enner Valencia Reserve Hernán Galíndez, Moisés Ramírez, José Hurtado, Layan Loor, Andres Micolta, Joel Ordóñez, Jackson Porozo, José Cifuentes, Julio Joao Ortiz, Alan Minda 79., Carlos Gruezo 63., Janner Corozo, Ángel Mena, Kevin Rodríguez 35., Jordy Caicedo 79. Cheftrainer: Félix Sánchez ( Spanien) | Rafael Romo – Alexander González, Nahuel Ferraresi, Yordan Osorio, Miguel Angel Navarro – José Andrés Martínez, Yangel Herrera 90+2'., Darwin Machís 46., Cristian Cásseres Jr. 46., Yeferson Soteldo 84. – Salomón Rondón 84. Reserve José Contreras, Joel Graterol, Wilker Ángel, Jon Aramburu, Jhon Chancellor, Christian Makoun, Daniel Pereira, Telasco Segovia, Tomás Rincón 90+2'. Eduard Bello 46., Kervin Andrade, Matías Lacava, Jhonder Cádiz 46., Jefferson Savarino 84., Eric Ramírez 84. Cheftrainer: Fernando Batista ( Argentinien) | Venezuela | Aufstellung Ecuador gegen Venezuela |
| Ecuador                                                                                    | 1:0 Sarmiento (40.) | 1:1 Cádiz (64.) 1:2 Bello (74.) | Venezuela | Aufstellung Ecuador gegen Venezuela |
| Ecuador                                                                                    | Sarmiento (29.), Paéz (45.+1') | Machís (31.), Casseres Jr. (45.+2') | Venezuela | Aufstellung Ecuador gegen Venezuela |
| Ecuador                                                                                    | Valencia (22.) | | Venezuela | Aufstellung Ecuador gegen Venezuela |
| Ecuador                                                                                    | Spieler des Spiels: Salomón Rondón (Venezuela) | | Venezuela | Aufstellung Ecuador gegen Venezuela |
| 1. Spieltag                                                                                | | |           |                                     |
| 22. Juni 2024 um 15:00 Uhr PST (23. Juni um 0:00 Uhr MESZ) in Santa Clara (Levi’s Stadium) | | |           |                                     |
| Zuschauer: 29.864                                                                          | | |           |                                     |
| Schiedsrichter: Wilmar Roldán ( Kolumbien)                                                 | | |           |                                     |
| Spielbericht                                                                               | | |           |                                     |

#### Mexiko – Jamaika 1:0 (0:0)
| Mexiko                                                                              | Mexiko | Jamaika | Jamaika | Aufstellung                      |
| ----------------------------------------------------------------------------------- | --- | --- | ------- | -------------------------------- |
| Mexiko                                                                              | \| 1. Spieltag \| \| 22. Juni 2024 um 20:00 Uhr PST (23. Juni um 3:00 Uhr MESZ) in Houston (NRG Stadium) \| \| Zuschauer: 56.763 \| \| Schiedsrichter: Ismail Elfath ( Vereinigte Staaten) \| \| Spielbericht \| | \| 1. Spieltag \| \| 22. Juni 2024 um 20:00 Uhr PST (23. Juni um 3:00 Uhr MESZ) in Houston (NRG Stadium) \| \| Zuschauer: 56.763 \| \| Schiedsrichter: Ismail Elfath ( Vereinigte Staaten) \| \| Spielbericht \| | Jamaika | Aufstellung Mexiko gegen Jamaika |
| Mexiko                                                                              | Julio González – Jorge Sánchez, César Montes Castro, Johan Vásquez, Gerardo Arteaga – Edson Álvarez 30., Luis Chávez 78., Uriel Antuna 78., Orbelín Pineda 78., Julián Quiñones – Santiago Giménez 68. Reserve Carlos Acevedo, José Raúl Rangel, Jesús Orozco, Israel Reyes, Jordi Cortizo, Brian García, Marcelo Flores, Luis Romo 30. 69', Carlos Rodríguez 68., Érick Sánchez 78., Roberto Alvarado 78., Guillermo Martínez Ayala 68., Alexis Vega, César Huerta, Bryan González Cheftrainer: Jaime Lozano | Jahmali Waite – Di’Shon Bernard 68., Joel Latibeaudiere, Ethan Pinnock – Dexter Lembikisa, Bobby Decordova-Reid 81., Kasey Palmer, Greg Leigh, Shamar Nicholson, Demarai Gray 68. – Michail Antonio 81. Reserve Shaquan Davis, Coniah Boyce-Clarke, Michael Hector 68., Wes Harding, Damion Lowe 68., Jon Bell, Richard King, Kevon Lambert, Renaldo Cephas 80., Karoy Anderson, Alex Marshall, Kaheim Dixon 80. Cheftrainer: Heimir Hallgrímsson ( Island) | Jamaika | Aufstellung Mexiko gegen Jamaika |
| Mexiko                                                                              | 1:0 Arteaga (69.) | | Jamaika | Aufstellung Mexiko gegen Jamaika |
| Mexiko                                                                              | Spieler des Spiels: Gerardo Arteaga (Mexico) | | Jamaika | Aufstellung Mexiko gegen Jamaika |
| 1. Spieltag                                                                         | | |         |                                  |
| 22. Juni 2024 um 20:00 Uhr PST (23. Juni um 3:00 Uhr MESZ) in Houston (NRG Stadium) | | |         |                                  |
| Zuschauer: 56.763                                                                   | | |         |                                  |
| Schiedsrichter: Ismail Elfath ( Vereinigte Staaten)                                 | | |         |                                  |
| Spielbericht                                                                        | | |         |                                  |

#### Ecuador – Jamaika 3:1 (2:0)
| Ecuador                                                                                             | Ecuador | Jamaika | Jamaika | Aufstellung                       |
| --------------------------------------------------------------------------------------------------- | --- | --- | ------- | --------------------------------- |
| Ecuador                                                                                             | \| 2. Spieltag \| \| 26. Juni 2024 um 15:00 Uhr PST (27. Juni 2024 um 0:00 Uhr MESZ) Uhr in Paradise (Allegiant Stadium) \| \| Zuschauer: 24.074 \| \| Schiedsrichter: Cristián Garay ( Chile) \| \| Spielbericht \| | \| 2. Spieltag \| \| 26. Juni 2024 um 15:00 Uhr PST (27. Juni 2024 um 0:00 Uhr MESZ) Uhr in Paradise (Allegiant Stadium) \| \| Zuschauer: 24.074 \| \| Schiedsrichter: Cristián Garay ( Chile) \| \| Spielbericht \| | Jamaika | Aufstellung Ecuador gegen Jamaika |
| Ecuador                                                                                             | Alexander Domínguez – Ángelo Preciado, Félix Torres, Willian Pacho, Piero Hincapié – Alan Franco, Moisés Caicedo, John Yeboah 64., Kendry Páez 88., Jeremy Sarmiento 90+5. – Kevin Rodríguez 88. Reserve Hernán Galíndez, Moisés Ramírez, José Hurtado, Joel Ordóñez, Jackson Porozo, Layan Loor, Andres Micolta, Carlos Gruezo 88. 90+1', José Cifuentes, Julio Joao Ortiz, Alan Minda 64., Ángel Mena, Janner Corozo 90+5., Jordy Caicedo 88. Cheftrainer: Félix Sánchez ( Spanien) | Jahmali Waite – Di’Shon Bernard 46., Joel Latibeaudiere 84., Ethan Pinnock – Dexter Lembikisa 88., Damion Lowe 46., Kasey Palmer, Greg Leigh, Shamar Nicholson 83., Bobby Decordova-Reid – Michail Antonio Reserve Shaquan Davis, Coniah Boyce-Clarke, Michael Hector 46., Wes Harding, Jon Bell, Richard King, Kevon Lambert, Karoy Anderson 84., Kaheim Dixon 83., Demarai Gray 46., Alex Marshall, Renaldo Cephas 88. Cheftrainer: Heimir Hallgrímsson ( Island) | Jamaika | Aufstellung Ecuador gegen Jamaika |
| Ecuador                                                                                             | 1:0 Palmer (13., Eigentor) 2:0 Páez (45.+4', Handelfmeter) 3:1 Minda (90.+1') | 2:1 Antonio (54.) | Jamaika | Aufstellung Ecuador gegen Jamaika |
| Ecuador                                                                                             | Lowe (39.), Hector (49.), Latibeaudiere (80.), Anderson (90.+4') | | Jamaika | Aufstellung Ecuador gegen Jamaika |
| Ecuador                                                                                             | Spieler des Spiels: Moisés Caicedo (Ecuador) | | Jamaika | Aufstellung Ecuador gegen Jamaika |
| 2. Spieltag                                                                                         | | |         |                                   |
| 26. Juni 2024 um 15:00 Uhr PST (27. Juni 2024 um 0:00 Uhr MESZ) Uhr in Paradise (Allegiant Stadium) | | |         |                                   |
| Zuschauer: 24.074                                                                                   | | |         |                                   |
| Schiedsrichter: Cristián Garay ( Chile)                                                             | | |         |                                   |
| Spielbericht                                                                                        | | |         |                                   |

#### Venezuela – Mexiko 1:0 (0:0)
| Venezuela                                                                                   | Venezuela | Mexiko | Mexiko | Aufstellung                        |
| ------------------------------------------------------------------------------------------- | --- | --- | ------ | ---------------------------------- |
| Venezuela                                                                                   | \| 2. Spieltag \| \| 26. Juni 2024 um 18:00 Uhr PST (27. Juni 2024 um 3:00 Uhr MESZ) in Inglewood (SoFi Stadium) \| \| Zuschauer: 72.773 \| \| Schiedsrichter: Raphael Claus ( Brasilien) \| \| Spielbericht \| | \| 2. Spieltag \| \| 26. Juni 2024 um 18:00 Uhr PST (27. Juni 2024 um 3:00 Uhr MESZ) in Inglewood (SoFi Stadium) \| \| Zuschauer: 72.773 \| \| Schiedsrichter: Raphael Claus ( Brasilien) \| \| Spielbericht \| | Mexiko | Aufstellung Venezuela gegen Mexiko |
| Venezuela                                                                                   | Rafael Romo – Jon Aramburu, Nahuel Ferraresi, Yordan Osorio, Miguel Angel Navarro – José Andrés Martínez, Yangel Herrera 89., Eduard Bello 71., Jefferson Savarino 46., Yeferson Soteldo 82. – Salomón Rondón 82. Reserve José Contreras, Joel Graterol, Alexander González, Jhon Chancellor, Christian Makoun 89., Wilker Ángel 82., Tomás Rincón, Cristian Cásseres Jr. 46., Daniel Pereira, Telasco Segovia, Kervin Andrade, Jhonder Cádiz 82., Eric Ramírez, Darwin Machís 71., Matías Lacava Cheftrainer: Fernando Batista ( Argentinien) | Julio González – Jorge Sánchez, César Montes Castro 46., Johan Vásquez, Gerardo Arteaga – Luis Romo, Uriel Antuna 73., Carlos Rodríguez 61., Luis Chávez, Julián Quiñones 78. – Santiago Giménez 61. Reserve Carlos Acevedo, José Raúl Rangel, Israel Reyes 46., Brian García, Jesús Orozco, Bryan González, Érick Sánchez, Orbelín Pineda 78., Jordi Cortizo, Roberto Alvarado, Guillermo Martínez Ayala 61., Alexis Vega 61., Marcelo Flores, César Huerta 73. Cheftrainer: Jaime Lozano | Mexiko | Aufstellung Venezuela gegen Mexiko |
| Venezuela                                                                                   | 1:0 Rondón (57., Foulelfmeter) | | Mexiko | Aufstellung Venezuela gegen Mexiko |
| Venezuela                                                                                   | Ferraresi (35.), Navarro (64.) | Giménez (39.), Vega (64.) | Mexiko | Aufstellung Venezuela gegen Mexiko |
| Venezuela                                                                                   | Romo hält Handelfmeter von Pineda (87.) | | Mexiko | Aufstellung Venezuela gegen Mexiko |
| Venezuela                                                                                   | Spieler des Spiels: Salomón Rondón (Venezuela) | | Mexiko | Aufstellung Venezuela gegen Mexiko |
| 2. Spieltag                                                                                 | | |        |                                    |
| 26. Juni 2024 um 18:00 Uhr PST (27. Juni 2024 um 3:00 Uhr MESZ) in Inglewood (SoFi Stadium) | | |        |                                    |
| Zuschauer: 72.773                                                                           | | |        |                                    |
| Schiedsrichter: Raphael Claus ( Brasilien)                                                  | | |        |                                    |
| Spielbericht                                                                                | | |        |                                    |

#### Mexiko – Ecuador 0:0
| Mexiko                                                                                           | Mexiko | Ecuador | Ecuador | Aufstellung                      |
| ------------------------------------------------------------------------------------------------ | --- | --- | ------- | -------------------------------- |
| Mexiko                                                                                           | \| 3. Spieltag \| \| 30. Juni 2024 um 17:00 Uhr MST (30. Juni 2024 um 2:00 Uhr MESZ) in Glendale (State Farm Stadium) \| \| Zuschauer: 62.565 \| \| Schiedsrichter: Mario Escobar ( Guatemala) \| \| Spielbericht \| | \| 3. Spieltag \| \| 30. Juni 2024 um 17:00 Uhr MST (30. Juni 2024 um 2:00 Uhr MESZ) in Glendale (State Farm Stadium) \| \| Zuschauer: 62.565 \| \| Schiedsrichter: Mario Escobar ( Guatemala) \| \| Spielbericht \| | Ecuador | Aufstellung Mexiko gegen Ecuador |
| Mexiko                                                                                           | Julio González – Jorge Sánchez, César Montes Castro , Johan Vásquez, Gerardo Arteaga 90+1. – Orbelín Pineda 67., Luis Romo 85., Luis Chávez – César Huerta 67., Santiago Giménez, Julián Quiñones 86. Reserve Carlos Acevedo, José Raúl Rangel, Jesús Orozco, Israel Reyes, Brian García, Bryan González, Carlos Rodríguez, Érick Sánchez 85., Jordi Cortizo 86., Roberto Alvarado, Alexis Vega 90+1., Uriel Antuna 67., Marcelo Flores, Guillermo Martínez Ayala 67. Cheftrainer: Jaime Lozano | Alexander Domínguez – Ángelo Preciado 90., Félix Torres, Willian Pacho, Piero Hincapié – Alan Franco, Moisés Caicedo, Kendry Páez 67., Jeremy Sarmiento 76. – Kevin Rodríguez 76., Enner Valencia Reserve Hernán Galíndez, Moisés Ramírez, Joel Ordóñez, Layan Loor, José Hurtado 90., Jackson Porozo, Andres Micolta, José Cifuentes, Carlos Gruezo 76., John Yeboah, Alan Minda 67., Ángel Mena 76., Julio Joao Ortiz, Janner Corozo, Jordy Caicedo Cheftrainer: Félix Sánchez ( Spanien) | Ecuador | Aufstellung Mexiko gegen Ecuador |
| Mexiko                                                                                           | Montes (8.), J. Sanchez (50.), Chavez (73.), Vasquez (82.), Antuna (90.+4') | M. Caicedo (43.) | Ecuador | Aufstellung Mexiko gegen Ecuador |
| Mexiko                                                                                           | Spieler des Spiels: Moisés Caicedo (Ecuador) | | Ecuador | Aufstellung Mexiko gegen Ecuador |
| 3. Spieltag                                                                                      | | |         |                                  |
| 30. Juni 2024 um 17:00 Uhr MST (30. Juni 2024 um 2:00 Uhr MESZ) in Glendale (State Farm Stadium) | | |         |                                  |
| Zuschauer: 62.565                                                                                | | |         |                                  |
| Schiedsrichter: Mario Escobar ( Guatemala)                                                       | | |         |                                  |
| Spielbericht                                                                                     | | |         |                                  |

#### Jamaika – Venezuela 0:3 (0:0)
| Jamaika                                                                               | Jamaika | Venezuela | Venezuela | Aufstellung                         |
| ------------------------------------------------------------------------------------- | --- | --- | --------- | ----------------------------------- |
| Jamaika                                                                               | \| 3. Spieltag \| \| 30. Juni 2024 um 19:00 Uhr CST (1. Juli 2024 um 2:00 Uhr MESZ) in Austin (Q2 Stadium) \| \| Zuschauer: 20.240 \| \| Schiedsrichter: Maurizio Mariani ( Italien) \| \| Spielbericht \| | \| 3. Spieltag \| \| 30. Juni 2024 um 19:00 Uhr CST (1. Juli 2024 um 2:00 Uhr MESZ) in Austin (Q2 Stadium) \| \| Zuschauer: 20.240 \| \| Schiedsrichter: Maurizio Mariani ( Italien) \| \| Spielbericht \| | Venezuela | Aufstellung Jamaika gegen Venezuela |
| Jamaika                                                                               | Jahmali Waite – Joel Latibeaudiere , Michael Hector, Ethan Pinnock – Wes Harding , Damion Lowe , Kasey Palmer, Jon Bell, Renaldo Cephas , Demarai Gray – Michail Antonio Reserve Shaquan Davis, Coniah Boyce-Clarke, Dexter Lembikisa, Richard King 87., Di’Shon Bernard, Bobby Decordova-Reid, Karoy Anderson 67., Alex Marshall 88., Kevon Lambert, Kaheim Dixon 46., Shamar Nicholson 67. Cheftrainer: Heimir Hallgrímsson ( Island) | Rafael Romo – Alexander González, Yordan Osorio, Miguel Angel Navarro, Jon Aramburu 81. – José Andrés Martínez, Yangel Herrera 60., Eduard Bello, Telasco Segovia 74., Darwin Machís 60. – Salomón Rondón 81. Reserve Joel Graterol, José Contreras, Nahuel Ferraresi, Jhon Chancellor, Christian Makoun 81., Miguel Navarro, Jefferson Savarino, Tomás Rincón 60., Yeferson Soteldo 60., Matías Lacava, Cristian Cásseres Jr., Kervin Andrade 74., Daniel Pereira, Jhonder Cádiz, Eric Ramírez 81. Cheftrainer: Fernando Batista ( Argentinien) | Venezuela | Aufstellung Jamaika gegen Venezuela |
| Jamaika                                                                               | 0:1 Bello (49.) 0:2 Rondón (56.) 0:3 Ramírez (85.) | | Venezuela | Aufstellung Jamaika gegen Venezuela |
| Jamaika                                                                               | Hector (89.) | Machis (9.) | Venezuela | Aufstellung Jamaika gegen Venezuela |
| Jamaika                                                                               | Spieler des Spiels: Salomón Rondón (Venezuela) | | Venezuela | Aufstellung Jamaika gegen Venezuela |
| 3. Spieltag                                                                           | | |           |                                     |
| 30. Juni 2024 um 19:00 Uhr CST (1. Juli 2024 um 2:00 Uhr MESZ) in Austin (Q2 Stadium) | | |           |                                     |
| Zuschauer: 20.240                                                                     | | |           |                                     |
| Schiedsrichter: Maurizio Mariani ( Italien)                                           | | |           |                                     |
| Spielbericht                                                                          | | |           |                                     |

### Gruppe C

#### Vereinigte Staaten – Bolivien 2:0 (2:0)
| Vereinigte Staaten                                                                          | Vereinigte Staaten | Bolivien | Bolivien | Aufstellung                                   |
| ------------------------------------------------------------------------------------------- | --- | --- | -------- | --------------------------------------------- |
| Vereinigte Staaten                                                                          | \| 1. Spieltag \| \| 23. Juni 2024 um 17:00 Uhr CST (24. Juni 2024 um 0:00 Uhr MESZ) in Arlington (AT&T Stadium) \| \| Zuschauer: 47.873 \| \| Schiedsrichter: Maurizio Mariani ( Italien) \| \| Spielbericht \| | \| 1. Spieltag \| \| 23. Juni 2024 um 17:00 Uhr CST (24. Juni 2024 um 0:00 Uhr MESZ) in Arlington (AT&T Stadium) \| \| Zuschauer: 47.873 \| \| Schiedsrichter: Maurizio Mariani ( Italien) \| \| Spielbericht \| | Bolivien | Aufstellung Vereinigte Staaten gegen Bolivien |
| Vereinigte Staaten                                                                          | Matt Turner – Joe Scally, Chris Richards, Tim Ream, Antonee Robinson – Weston McKennie 78., Tyler Adams 46., Giovanni Reyna 65. – Timothy Weah 3' 86., Folarin Balogun 65., Christian Pulisic 44' Reserve Ethan Horvath, Sean Johnson, Shaquell Moore, Cameron Carter-Vickers, Miles Robinson, Mark McKenzie, Kristoffer Lund, Brenden Aaronson 46., Malik Tillman, Yunus Musah 46., Luca de la Torre 78., Johnny Cardoso 65., Ricardo Pepi 65., Haji Wright, Josh Sargent Cheftrainer: Gregg Berhalter | Guillermo Viscarra – Jesús Sagredo, Luis Haquín , José Sagredo – Leonel Justiniano 26., Diego Medina 46., Fernando Saucedo, Gabriel Villamíl, Roberto Fernández 75. – César Menacho 46., Bruno Miranda 68. Reserve Carlos Lampe, Gustavo Almada, Héctor Cuéllar 46., Yomar Rocha, Adrián Jusino, Marcelo Suárez, Boris Céspedes, Miguel Terceros 46., Ramiro Vaca 75., Lucas Chávez, Robson Tomé, Adalid Terrazas, Carmelo Algarañaz 68., Jaume Cuéllar, Rodrigo Ramallo 46. Cheftrainer: Antônio Carlos Zago ( Brasilien) | Bolivien | Aufstellung Vereinigte Staaten gegen Bolivien |
| Vereinigte Staaten                                                                          | 1:0 Pulisic (3.) 2:0 Balogun (44.) | | Bolivien | Aufstellung Vereinigte Staaten gegen Bolivien |
| Vereinigte Staaten                                                                          | McKennie (49.) | Justiniano (27.), Villamíl (28.), Haquín (31.) | Bolivien | Aufstellung Vereinigte Staaten gegen Bolivien |
| Vereinigte Staaten                                                                          | Spieler des Spiels: Christian Pulisic (USA) | | Bolivien | Aufstellung Vereinigte Staaten gegen Bolivien |
| 1. Spieltag                                                                                 | | |          |                                               |
| 23. Juni 2024 um 17:00 Uhr CST (24. Juni 2024 um 0:00 Uhr MESZ) in Arlington (AT&T Stadium) | | |          |                                               |
| Zuschauer: 47.873                                                                           | | |          |                                               |
| Schiedsrichter: Maurizio Mariani ( Italien)                                                 | | |          |                                               |
| Spielbericht                                                                                | | |          |                                               |

#### Uruguay – Panama 3:1 (1:0)
| Uruguay                                                                                              | Uruguay | Panama | Panama | Aufstellung                      |
| --- | --- | --- | ------ | -------------------------------- |
| Uruguay                                                                                              | \| 1. Spieltag \| \| 23. Juni 2024 um 19:00 Uhr EST (24. Juni 2024 um 3:00 Uhr MESZ) in Miami Gardens (Hard Rock Stadium) \| \| Zuschauer: 33.425 \| \| Schiedsrichter: Piero Maza ( Chile) \| \| Spielbericht \| | \| 1. Spieltag \| \| 23. Juni 2024 um 19:00 Uhr EST (24. Juni 2024 um 3:00 Uhr MESZ) in Miami Gardens (Hard Rock Stadium) \| \| Zuschauer: 33.425 \| \| Schiedsrichter: Piero Maza ( Chile) \| \| Spielbericht \| | Panama | Aufstellung Uruguay gegen Panama |
| Uruguay                                                                                              | Sergio Rochet – Nahitan Nández, Ronald Araújo 46., Mathías Olivera 60., Matías Viña 16' – Federico Valverde 84., Manuel Ugarte, Facundo Pellistri, Giorgian De Arrascaeta 60., Maximiliano Araújo – Darwin Núñez Reserve Franco Israel, Santiago Mele, Guillermo Varela, José María Giménez 46., Sebastián Cáceres 60., Nicolás Marichal, Lucas Olaza, Emiliano Martínez, Rodrigo Bentancur 84., Nicolás De La Cruz 60. 90+1', Agustín Canobbio, Cristian Olivera, Luis Suárez, Brian Rodríguez, Brian Ocampo Cheftrainer: Marcelo Bielsa ( Argentinien) | Orlando Mosquera – Michael Murillo, Edgardo Fariña, José Córdoba, Roderick Miller, Éric Davis – José Luis Rodríguez 84., Cristian Martínez 65., Adalberto Carrasquilla 89., Edgar Bárcenas 89. – José Fajardo 84. Reserve Luis Mejía, César Samudio, César Blackman, Eduardo Anderson, Iván Anderson, Omar Valencia, Jovani Welch 65., Carlos Harvey, Abdiel Ayarza 89., Freddy Góndola 84. 90+5', César Yanis, Eduardo Guerrero 84., Ismael Díaz, Kahiser Lenis 89. Cheftrainer: Thomas Christiansen ( Spanien) | Panama | Aufstellung Uruguay gegen Panama |
| Uruguay                                                                                              | 1:0 M. Araújo (16.) 2:0 Núñez (85.) 3:0 Viña (90.+1') | 3:1 Murillo (90.+5') | Panama | Aufstellung Uruguay gegen Panama |
| Uruguay                                                                                              | Welch (68.) | | Panama | Aufstellung Uruguay gegen Panama |
| Uruguay                                                                                              | Spieler des Spiels: Maximiliano Araújo (Uruguay) | | Panama | Aufstellung Uruguay gegen Panama |
| 1. Spieltag                                                                                          | | |        |                                  |
| 23. Juni 2024 um 19:00 Uhr EST (24. Juni 2024 um 3:00 Uhr MESZ) in Miami Gardens (Hard Rock Stadium) | | |        |                                  |
| Zuschauer: 33.425                                                                                    | | |        |                                  |
| Schiedsrichter: Piero Maza ( Chile)                                                                  | | |        |                                  |
| Spielbericht                                                                                         | | |        |                                  |

#### Panama – Vereinigte Staaten 2:1 (1:1)
| Panama                                                                                             | Panama | Vereinigte Staaten | Vereinigte Staaten | Aufstellung                                 |
| -------------------------------------------------------------------------------------------------- | --- | --- | ------------------ | ------------------------------------------- |
| Panama                                                                                             | \| 2. Spieltag \| \| 27. Juni 2024 um 18:00 Uhr EST (28. Juni 2024 um 0:00 Uhr MESZ) in Atlanta (Mercedes-Benz Stadium) \| \| Zuschauer: 59.145 \| \| Schiedsrichter: Iván Barton ( El Salvador) \| \| Spielbericht \| | \| 2. Spieltag \| \| 27. Juni 2024 um 18:00 Uhr EST (28. Juni 2024 um 0:00 Uhr MESZ) in Atlanta (Mercedes-Benz Stadium) \| \| Zuschauer: 59.145 \| \| Schiedsrichter: Iván Barton ( El Salvador) \| \| Spielbericht \| | Vereinigte Staaten | Aufstellung Panama gegen Vereinigte Staaten |
| Panama                                                                                             | Orlando Mosquera – Michael Murillo, Edgardo Fariña, José Córdoba, Roderick Miller, Éric Davis – César Blackman 60., Cristian Martínez 76., Adalberto Carrasquilla, Edgar Bárcenas – Eduardo Guerrero 46. Reserve Luis Mejía, César Samudio, Eduardo Anderson, Iván Anderson, Omar Valencia, Jovani Welch, Carlos Harvey, Abdiel Ayarza 76. 83', Freddy Góndola 60., César Yanis, José Fajardo 46., Ismael Díaz, Kahiser Lenis Cheftrainer: Thomas Christiansen ( Spanien) | Matt Turner 46. – Joe Scally, Chris Richards, Tim Ream 86., Antonee Robinson 22' – Weston McKennie, Tyler Adams 46., Giovanni Reyna 46. – Timothy Weah, Folarin Balogun 72., Christian Pulisic Reserve Ethan Horvath 46., Sean Johnson, Shaquell Moore, Cameron Carter-Vickers 46., Miles Robinson, Mark McKenzie, Kristoffer Lund, Brenden Aaronson, Malik Tillman, Yunus Musah, Luca de la Torre, Johnny Cardoso 46., Ricardo Pepi 72., Haji Wright, Josh Sargent 86. Cheftrainer: Gregg Berhalter | Vereinigte Staaten | Aufstellung Panama gegen Vereinigte Staaten |
| Panama                                                                                             | 1:1 Blackman (26.) 2:1 Fajardo (83.) | 0:1 Balogun (22.) | Vereinigte Staaten | Aufstellung Panama gegen Vereinigte Staaten |
| Panama                                                                                             | Guerrero (45.), Farina (90.+2'), Gondola (90.+3') | Robinson (33.), C. Richards (89.) | Vereinigte Staaten | Aufstellung Panama gegen Vereinigte Staaten |
| Panama                                                                                             | Carrasquilla (88., grobes Foulspiel) | Weah (18., Tätlichkeit) | Vereinigte Staaten | Aufstellung Panama gegen Vereinigte Staaten |
| Panama                                                                                             | Spieler des Spiels: Folarin Balogun (USA) | | Vereinigte Staaten | Aufstellung Panama gegen Vereinigte Staaten |
| 2. Spieltag                                                                                        | | |                    |                                             |
| 27. Juni 2024 um 18:00 Uhr EST (28. Juni 2024 um 0:00 Uhr MESZ) in Atlanta (Mercedes-Benz Stadium) | | |                    |                                             |
| Zuschauer: 59.145                                                                                  | | |                    |                                             |
| Schiedsrichter: Iván Barton ( El Salvador)                                                         | | |                    |                                             |
| Spielbericht                                                                                       | | |                    |                                             |

#### Uruguay – Bolivien 5:0 (2:0)
| Uruguay                                                                                              | Uruguay | Bolivien | Bolivien | Aufstellung                        |
| --- | --- | --- | -------- | ---------------------------------- |
| Uruguay                                                                                              | \| 2. Spieltag \| \| 27. Juni 2024 um 21:00 Uhr EST (28. Juni 2024 um 3:00 Uhr MESZ) in East Rutherford (MetLife Stadium) \| \| Zuschauer: 48.033 \| \| Schiedsrichter: Juan Benítez ( Paraguay) \| \| Spielbericht \| | \| 2. Spieltag \| \| 27. Juni 2024 um 21:00 Uhr EST (28. Juni 2024 um 3:00 Uhr MESZ) in East Rutherford (MetLife Stadium) \| \| Zuschauer: 48.033 \| \| Schiedsrichter: Juan Benítez ( Paraguay) \| \| Spielbericht \| | Bolivien | Aufstellung Uruguay gegen Bolivien |
| Uruguay                                                                                              | Sergio Rochet – Nahitan Nández, Ronald Araújo 8', Mathías Olivera, Matías Viña 82. – Manuel Ugarte, Federico Valverde 86., Facundo Pellistri 81' 86., Nicolás De La Cruz 77' 89., Maximiliano Araújo 21' – Darwin Núñez 83. Reserve Franco Israel, Santiago Mele, Guillermo Varela, José María Giménez, Sebastián Cáceres, Nicolás Marichal, Lucas Olaza 82., Emiliano Martínez, Giorgian De Arrascaeta 89. 89', Agustín Canobbio, Cristian Olivera 86., Luis Suárez 83., Brian Rodríguez, Brian Ocampo Cheftrainer: Marcelo Bielsa ( Argentinien) | Guillermo Viscarra – Héctor Cuéllar, Luis Haquín , José Sagredo – Yomar Rocha 74., Boris Céspedes, Gabriel Villamíl, Roberto Fernández 46. – Miguel Terceros 68., Carmelo Algarañaz 82., Ramiro Vaca 74. Reserve Carlos Lampe, Gustavo Almada, Jesús Sagredo, Diego Medina 74., Adrián Jusino, Marcelo Suárez 46., Leonel Justiniano, Lucas Chávez 68., Robson Tomé, Fernando Saucedo, Adalid Terrazas 82., César Menacho, Bruno Miranda, Jaume Cuéllar 74., Rodrigo Ramallo Cheftrainer: Antônio Carlos Zago ( Brasilien) | Bolivien | Aufstellung Uruguay gegen Bolivien |
| Uruguay                                                                                              | 1:0 Pellistri (8.) 2:0 Núñez (21.) 3:0 Araújo (77.) 4:0 Valverde (81.) 5:0 Bentancur (89.) | | Bolivien | Aufstellung Uruguay gegen Bolivien |
| Uruguay                                                                                              | Rocha (65.) | | Bolivien | Aufstellung Uruguay gegen Bolivien |
| Uruguay                                                                                              | Spieler des Spiels: Maximiliano Araújo (Uruguay) | | Bolivien | Aufstellung Uruguay gegen Bolivien |
| 2. Spieltag                                                                                          | | |          |                                    |
| 27. Juni 2024 um 21:00 Uhr EST (28. Juni 2024 um 3:00 Uhr MESZ) in East Rutherford (MetLife Stadium) | | |          |                                    |
| Zuschauer: 48.033                                                                                    | | |          |                                    |
| Schiedsrichter: Juan Benítez ( Paraguay)                                                             | | |          |                                    |
| Spielbericht                                                                                         | | |          |                                    |

#### Vereinigte Staaten – Uruguay 0:1 (0:0)
| Vereinigte Staaten                                                                                    | Vereinigte Staaten | Uruguay | Uruguay | Aufstellung                                  |
| --- | --- | --- | ------- | -------------------------------------------- |
| Vereinigte Staaten                                                                                    | \| 3. Spieltag \| \| 1. Juli 2024 um 20:00 Uhr CST (2. Juli 2024 um 3:00 Uhr MESZ) in Kansas City (MO) (Arrowhead Stadium) \| \| Zuschauer: 55.460 \| \| Schiedsrichter: Kevin Ortega ( Peru) \| \| Spielbericht \| | \| 3. Spieltag \| \| 1. Juli 2024 um 20:00 Uhr CST (2. Juli 2024 um 3:00 Uhr MESZ) in Kansas City (MO) (Arrowhead Stadium) \| \| Zuschauer: 55.460 \| \| Schiedsrichter: Kevin Ortega ( Peru) \| \| Spielbericht \| | Uruguay | Aufstellung Vereinigte Staaten gegen Uruguay |
| Vereinigte Staaten                                                                                    | Matt Turner – Joe Scally 79., Chris Richards, Tim Ream 89., Antonee Robinson – Weston McKennie, Tyler Adams, Yunus Musah 72. – Christian Pulisic , Folarin Balogun 41., Giovanni Reyna Reserve Ethan Horvath, Sean Johnson, Cameron Carter-Vickers, Miles Robinson, Shaquell Moore, Kristoffer Lund, Mark McKenzie, Luca de la Torre, Johnny Cardoso, Malik Tillman 89., Ricardo Pepi 41., Brenden Aaronson, Haji Wright 79., Josh Sargent 72. Cheftrainer: Gregg Berhalter | Sergio Rochet – Nahitan Nández, Ronald Araújo, Mathías Olivera, Matías Viña 72. – Manuel Ugarte 88., Federico Valverde , Facundo Pellistri, Nicolás De La Cruz 79., Maximiliano Araújo 27. – Darwin Núñez 88. Reserve Franco Israel, Santiago Mele, Nicolás Marichal, José María Giménez 72., Sebastián Cáceres 88., Guillermo Varela, Lucas Olaza, Rodrigo Bentancur 79., Giorgian De Arrascaeta, Emiliano Martínez, Luis Suárez 88., Agustín Canobbio, Brian Rodríguez, Cristian Olivera 27., Brian Ocampo Cheftrainer: Marcelo Bielsa ( Argentinien) | Uruguay | Aufstellung Vereinigte Staaten gegen Uruguay |
| Vereinigte Staaten                                                                                    | 0:1 M. Olivera (66.) | | Uruguay | Aufstellung Vereinigte Staaten gegen Uruguay |
| Vereinigte Staaten                                                                                    | Adams (17.), Richards (32.) | Núñez (45.+4') | Uruguay | Aufstellung Vereinigte Staaten gegen Uruguay |
| Vereinigte Staaten                                                                                    | Spieler des Spiels: Mathías Olivera (Uruguay) | | Uruguay | Aufstellung Vereinigte Staaten gegen Uruguay |
| 3. Spieltag                                                                                           | | |         |                                              |
| 1. Juli 2024 um 20:00 Uhr CST (2. Juli 2024 um 3:00 Uhr MESZ) in Kansas City (MO) (Arrowhead Stadium) | | |         |                                              |
| Zuschauer: 55.460                                                                                     | | |         |                                              |
| Schiedsrichter: Kevin Ortega ( Peru)                                                                  | | |         |                                              |
| Spielbericht                                                                                          | | |         |                                              |

#### Bolivien – Panama 1:3 (0:1)
| Bolivien                                                                                    | Bolivien | Panama | Panama | Aufstellung                       |
| ------------------------------------------------------------------------------------------- | --- | --- | ------ | --------------------------------- |
| Bolivien                                                                                    | \| 3. Spieltag \| \| 1. Juli 2024 um 21:00 Uhr EST (2. Juli 2024 um 3:00 Uhr MESZ) in Orlando (Inter&Co Stadium) \| \| Zuschauer: 16.129 \| \| Schiedsrichter: Edina Alves ( Brasilien) \| \| Spielbericht \| | \| 3. Spieltag \| \| 1. Juli 2024 um 21:00 Uhr EST (2. Juli 2024 um 3:00 Uhr MESZ) in Orlando (Inter&Co Stadium) \| \| Zuschauer: 16.129 \| \| Schiedsrichter: Edina Alves ( Brasilien) \| \| Spielbericht \| | Panama | Aufstellung Bolivien gegen Panama |
| Bolivien                                                                                    | Guillermo Viscarra – Héctor Cuéllar, Luis Haquín , Marcelo Suárez – Yomar Rocha 63., Boris Céspedes 63., Gabriel Villamíl 63., José Sagredo, Miguel Terceros 81., Ramiro Vaca 81. – Carmelo Algarañaz Reserve Carlos Lampe, Gustavo Almada, Jesús Sagredo, Diego Medina, Adrián Jusino, Roberto Fernández, Leonel Justiniano 63., Robson Tomé, Fernando Saucedo 81., Adalid Terrazas 63., Jaume Cuéllar, César Menacho, Lucas Chávez 81., Rodrigo Ramallo, Bruno Miranda 63. Cheftrainer: Antônio Carlos Zago ( Brasilien) | Orlando Mosquera – Michael Murillo 46., Edgardo Fariña, José Córdoba, Carlos Harvey 74., Éric Davis – César Blackman, Cristian Martínez 74., Jovani Welch 90., Edgar Bárcenas – José Fajardo 84. Reserve Luis Mejía, César Samudio, Eduardo Anderson, Omar Valencia, Iván Anderson, Roderick Miller, Abdiel Ayarza 74., Freddy Góndola 84., César Yanis 90., Kahiser Lenis 46., Eduardo Guerrero 74., Ismael Díaz Cheftrainer: Thomas Christiansen ( Spanien) | Panama | Aufstellung Bolivien gegen Panama |
| Bolivien                                                                                    | 1:1 Miranda (69.) | 0:1 Fajardo (22.) 1:2 Guerrero (79.) 1:3 Yanis (90.+1') | Panama | Aufstellung Bolivien gegen Panama |
| Bolivien                                                                                    | Villamil (21.), Terrazas (88.) | Murillo (42.) | Panama | Aufstellung Bolivien gegen Panama |
| Bolivien                                                                                    | Spieler des Spiels: Cristian Martínez (Panama) | | Panama | Aufstellung Bolivien gegen Panama |
| 3. Spieltag                                                                                 | | |        |                                   |
| 1. Juli 2024 um 21:00 Uhr EST (2. Juli 2024 um 3:00 Uhr MESZ) in Orlando (Inter&Co Stadium) | | |        |                                   |
| Zuschauer: 16.129                                                                           | | |        |                                   |
| Schiedsrichter: Edina Alves ( Brasilien)                                                    | | |        |                                   |
| Spielbericht                                                                                | | |        |                                   |

### Gruppe D

#### Kolumbien – Paraguay 2:1 (2:0)
| Kolumbien                                                                                | Kolumbien | Paraguay | Paraguay | Aufstellung                          |
| ---------------------------------------------------------------------------------------- | --- | --- | -------- | ------------------------------------ |
| Kolumbien                                                                                | \| 1. Spieltag \| \| 24. Juni 2024 um 17:00 Uhr CST (25. Juni 2024 um 0:00 Uhr MESZ) in Houston (NRG Stadium) \| \| Zuschauer: 67.059 \| \| Schiedsrichter: Dario Herrera ( Argentinien) \| \| Spielbericht \| | \| 1. Spieltag \| \| 24. Juni 2024 um 17:00 Uhr CST (25. Juni 2024 um 0:00 Uhr MESZ) in Houston (NRG Stadium) \| \| Zuschauer: 67.059 \| \| Schiedsrichter: Dario Herrera ( Argentinien) \| \| Spielbericht \| | Paraguay | Aufstellung Kolumbien gegen Paraguay |
| Kolumbien                                                                                | Camilo Vargas – Daniel Muñoz, Davinson Sánchez, Jhon Lucumí 25., Johan Mojica – Richard Ríos, Jefferson Lerma 68., Jhon Arias 90+2. – James Rodríguez 32' 42' 90+2., Rafael Borré 68., Luis Díaz Reserve David Ospina, Álvaro Montero, Carlos Cuesta, Santiago Arias, Yerry Mina 26., Deiver Machado, Juan Quintero 90+2., Kevin Castaño 90+2., Mateus Uribe 68., Yáser Asprilla, Miguel Borja, Jhon Durán, Jhon Córdoba 68., Jorge Carrascal, Luis Sinisterra Cheftrainer: Néstor Lorenzo ( Argentinien) | Rodrigo Morinigo – Gustavo Velázquez, Fabián Balbuena , Omar Alderete, Matías Espinoza – Mathías Villasanti 80., Andrés Cubas, Hernesto Caballero 59. – Miguel Almirón 59., Alex Arce 79., Julio Enciso 90+2. Reserve Carlos Miguel Coronel, Alfredo Aguilar, Iván Ramírez, Júnior Alonso, Gustavo Gómez, Néstor Giménez, Damián Bobadilla 59., Richard Sánchez, Fabrizio Peralta, Matías Rojas 90+2., Ángel Romero 80., Adam Bareiro 79., Derlis González, Kaku, Ramón Sosa 59. 69' Cheftrainer: Daniel Garnero ( Argentinien) | Paraguay | Aufstellung Kolumbien gegen Paraguay |
| Kolumbien                                                                                | 1:0 Muñoz (32.) 2:0 Lerma (42.) | 2:1 Enciso (69.) | Paraguay | Aufstellung Kolumbien gegen Paraguay |
| Kolumbien                                                                                | Lerma (14.) | Velázquez (54.), Cubas (78.), Garnero (90.+4', Trainer) | Paraguay | Aufstellung Kolumbien gegen Paraguay |
| Kolumbien                                                                                | Spieler des Spiels: James Rodríguez (Kolumbien) | | Paraguay | Aufstellung Kolumbien gegen Paraguay |
| 1. Spieltag                                                                              | | |          |                                      |
| 24. Juni 2024 um 17:00 Uhr CST (25. Juni 2024 um 0:00 Uhr MESZ) in Houston (NRG Stadium) | | |          |                                      |
| Zuschauer: 67.059                                                                        | | |          |                                      |
| Schiedsrichter: Dario Herrera ( Argentinien)                                             | | |          |                                      |
| Spielbericht                                                                             | | |          |                                      |

#### Brasilien – Costa Rica 0:0
| Brasilien                                                                                   | Brasilien | Costa Rica | Costa Rica | Aufstellung                            |
| ------------------------------------------------------------------------------------------- | --- | --- | ---------- | -------------------------------------- |
| Brasilien                                                                                   | \| 1. Spieltag \| \| 24. Juni 2024 um 18:00 Uhr PST (25. Juni 2024 um 3:00 Uhr MESZ) in Inglewood (SoFi Stadium) \| \| Zuschauer: 67.158 \| \| Schiedsrichter: César Arturo Ramos ( Mexiko) \| \| Spielbericht \| | \| 1. Spieltag \| \| 24. Juni 2024 um 18:00 Uhr PST (25. Juni 2024 um 3:00 Uhr MESZ) in Inglewood (SoFi Stadium) \| \| Zuschauer: 67.158 \| \| Schiedsrichter: César Arturo Ramos ( Mexiko) \| \| Spielbericht \| | Costa Rica | Aufstellung Brasilien gegen Costa Rica |
| Brasilien                                                                                   | Alisson – Danilo , Éder Militão, Marquinhos, Guilherme Arana – Bruno Guimarães, João Gomes 70., Raphinha 83., Lucas Paquetá, Rodrygo – Vinícius Júnior 69. Reserve Bento, Rafael, Yan Couto, Gabriel Magalhães, Lucas Beraldo, Bremer, Wendell, Douglas Luiz, Andreas Pereira, Pepê, Éderson, Savinho 69., Endrick 70., Evanilson, Gabriel Martinelli 83. Cheftrainer: Dorival Júnior | Patrick Sequeira – Haxzel Quirós, Jeyland Mitchell, Juan Pablo Vargas, Francisco Calvo , Ariel Lassiter 90+2. – Orlando Galo, Jefferson Brenes 63., Brandon Aguilera 90+2. – Álvaro Zamora 69., Manfred Ugalde 54. Reserve Kevin Chamorro, Aarón Cruz, Gerald Taylor 90+2., Julio Cascante, Yeison Molina, Douglas Sequeira, Joseph Mora 90+2., Fernán Faerrón, Joel Campbell 70., Alejandro Bran 64., Anthony Contreras, Josimar Alcócer, Warren Madrigal 63., Kenneth Vargas, Andy Rojas Cheftrainer: Gustavo Alfaro ( Argentinien) | Costa Rica | Aufstellung Brasilien gegen Costa Rica |
| Brasilien                                                                                   | Militão (80.) | Calvo (54.), Ugalde (58.) | Costa Rica | Aufstellung Brasilien gegen Costa Rica |
| Brasilien                                                                                   | Spieler des Spiels: Patrick Sequeira (Costa Rica) | | Costa Rica | Aufstellung Brasilien gegen Costa Rica |
| 1. Spieltag                                                                                 | | |            |                                        |
| 24. Juni 2024 um 18:00 Uhr PST (25. Juni 2024 um 3:00 Uhr MESZ) in Inglewood (SoFi Stadium) | | |            |                                        |
| Zuschauer: 67.158                                                                           | | |            |                                        |
| Schiedsrichter: César Arturo Ramos ( Mexiko)                                                | | |            |                                        |
| Spielbericht                                                                                | | |            |                                        |

#### Kolumbien – Costa Rica 3:0 (1:0)
| Kolumbien                                                                                        | Kolumbien | Costa Rica | Costa Rica | Aufstellung                            |
| ------------------------------------------------------------------------------------------------ | --- | --- | ---------- | -------------------------------------- |
| Kolumbien                                                                                        | \| 2. Spieltag \| \| 28. Juni 2024 um 15:00 Uhr MST (29. Juni 2024 um 0:00 Uhr MESZ) in Glendale (State Farm Stadium) \| \| Zuschauer: 27.386 \| \| Schiedsrichter: Gustavo Tejera ( Uruguay) \| \| Spielbericht \| | \| 2. Spieltag \| \| 28. Juni 2024 um 15:00 Uhr MST (29. Juni 2024 um 0:00 Uhr MESZ) in Glendale (State Farm Stadium) \| \| Zuschauer: 27.386 \| \| Schiedsrichter: Gustavo Tejera ( Uruguay) \| \| Spielbericht \| | Costa Rica | Aufstellung Kolumbien gegen Costa Rica |
| Kolumbien                                                                                        | Camilo Vargas – Daniel Muñoz, Davinson Sánchez, Carlos Cuesta, Johan Mojica – Richard Ríos 46., Jefferson Lerma 72., Jhon Arias 59' – James Rodríguez 62' 72., Jhon Córdoba 77., Luis Díaz 77. Reserve David Ospina, Álvaro Montero, Santiago Arias, Yerry Mina, Deiver Machado, Juan Quintero, Kevin Castaño 72., Mateus Uribe 46., Yáser Asprilla 72., Miguel Borja, Jhon Durán 77., Rafael Borré 77., Jorge Carrascal, Luis Sinisterra Cheftrainer: Néstor Lorenzo ( Argentinien) | Patrick Sequeira – Jeyland Mitchell, Juan Pablo Vargas, Francisco Calvo – Haxzel Quirós, Orlando Galo, Brandon Aguilera 66., Ariel Lassiter 46., Álvaro Zamora 46., Warren Madrigal 83. – Manfred Ugalde 46. Reserve Kevin Chamorro, Aarón Cruz, Gerald Taylor, Fernán Faerrón, Julio Cascante, Yeison Molina, Douglas Sequeira, Joseph Mora 46., Alejandro Bran, Jefferson Brenes 66., Joel Campbell 46., Anthony Contreras, Kenneth Vargas, Andy Rojas 83., Josimar Alcócer 66. Cheftrainer: Gustavo Alfaro ( Argentinien) | Costa Rica | Aufstellung Kolumbien gegen Costa Rica |
| Kolumbien                                                                                        | 1:0 Díaz (31., Foulelfmeter) 2:0 D. Sanchez (59.) 3:0 Cordoba (62.) | | Costa Rica | Aufstellung Kolumbien gegen Costa Rica |
| Kolumbien                                                                                        | Richard (41.), Cordoba (64.) | Ugalde (17.) | Costa Rica | Aufstellung Kolumbien gegen Costa Rica |
| Kolumbien                                                                                        | Spieler des Spiels: Luis Díaz (Kolumbien) | | Costa Rica | Aufstellung Kolumbien gegen Costa Rica |
| 2. Spieltag                                                                                      | | |            |                                        |
| 28. Juni 2024 um 15:00 Uhr MST (29. Juni 2024 um 0:00 Uhr MESZ) in Glendale (State Farm Stadium) | | |            |                                        |
| Zuschauer: 27.386                                                                                | | |            |                                        |
| Schiedsrichter: Gustavo Tejera ( Uruguay)                                                        | | |            |                                        |
| Spielbericht                                                                                     | | |            |                                        |

#### Paraguay – Brasilien 1:4 (0:3)
| Paraguay                                                                                        | Paraguay | Brasilien | Brasilien | Aufstellung                          |
| ----------------------------------------------------------------------------------------------- | --- | --- | --------- | ------------------------------------ |
| Paraguay                                                                                        | \| 2. Spieltag \| \| 28. Juni 2024 um 18:00 Uhr PST (29. Juni 2024 um 3:00 Uhr MESZ) in Paradise (Allegiant Stadium) \| \| Zuschauer: 46.939 \| \| Schiedsrichter: Piero Maza ( Chile) \| \| Spielbericht \| | \| 2. Spieltag \| \| 28. Juni 2024 um 18:00 Uhr PST (29. Juni 2024 um 3:00 Uhr MESZ) in Paradise (Allegiant Stadium) \| \| Zuschauer: 46.939 \| \| Schiedsrichter: Piero Maza ( Chile) \| \| Spielbericht \| | Brasilien | Aufstellung Paraguay gegen Brasilien |
| Paraguay                                                                                        | Rodrigo Morinigo – Gustavo Velázquez, Fabián Balbuena , Omar Alderete, Matías Espinoza 73. – Andrés Cubas, Mathías Villasanti, Damián Bobadilla 84., Julio Enciso 73., Miguel Almirón 78. – Alex Arce 73. Reserve Carlos Miguel Coronel, Alfredo Aguilar, Iván Ramírez, Júnior Alonso, Gustavo Gómez, Néstor Giménez 73., Richard Sánchez, Fabrizio Peralta, Hernesto Caballero 84., Matías Rojas, Ángel Romero, Adam Bareiro 73., Derlis González, Kaku 73., Ramón Sosa 78. Cheftrainer: Daniel Garnero ( Argentinien) | Alisson – Danilo , Éder Militão 86., Marquinhos, Wendell – Bruno Guimarães 72., João Gomes, Savinho 72., Lucas Paquetá 35' 79., Vinícius Júnior – Rodrygo 79. Reserve Bento, Rafael, Yan Couto, Gabriel Magalhães 86., Lucas Beraldo, Bremer, Guilherme Arana, Douglas Luiz 72., Andreas Pereira 79., Pepê, Éderson, Raphinha 72., Endrick 79., Evanilson, Gabriel Martinelli Cheftrainer: Dorival Júnior | Brasilien | Aufstellung Paraguay gegen Brasilien |
| Paraguay                                                                                        | 1:3 Alderete (48.) | 0:1 Vinícius (35.) 0:2 Savinho (43.) 0:3 Vinícius (45.+5') 1:4 Paquetá (65., Handelfmeter) | Brasilien | Aufstellung Paraguay gegen Brasilien |
| Paraguay                                                                                        | Balbuena (45.+3'), Caballero (90.+3') | Wendell (45.+3'), Paqueta (70.), Vinicius Junior (83.) | Brasilien | Aufstellung Paraguay gegen Brasilien |
| Paraguay                                                                                        | Cubas (81.) | | Brasilien | Aufstellung Paraguay gegen Brasilien |
| Paraguay                                                                                        | Paqueta schießt Handelfmeter gegen den Pfosten (31.) | | Brasilien | Aufstellung Paraguay gegen Brasilien |
| Paraguay                                                                                        | Spieler des Spiels: Vinícius Júnior (Brasilien) | | Brasilien | Aufstellung Paraguay gegen Brasilien |
| 2. Spieltag                                                                                     | | |           |                                      |
| 28. Juni 2024 um 18:00 Uhr PST (29. Juni 2024 um 3:00 Uhr MESZ) in Paradise (Allegiant Stadium) | | |           |                                      |
| Zuschauer: 46.939                                                                               | | |           |                                      |
| Schiedsrichter: Piero Maza ( Chile)                                                             | | |           |                                      |
| Spielbericht                                                                                    | | |           |                                      |

#### Brasilien – Kolumbien 1:1 (1:1)
| Brasilien                                                                                     | Brasilien | Kolumbien | Kolumbien | Aufstellung                           |
| --------------------------------------------------------------------------------------------- | --- | --- | --------- | ------------------------------------- |
| Brasilien                                                                                     | \| 3. Spieltag \| \| 2. Juli 2024 um 18:00 Uhr PST (3. Juli 2024 um 3:00 Uhr MESZ) in Santa Clara (Levi’s Stadium) \| \| Zuschauer: 70.971 \| \| Schiedsrichter: Jesús Valenzuela ( Venezuela) \| \| Spielbericht \| | \| 3. Spieltag \| \| 2. Juli 2024 um 18:00 Uhr PST (3. Juli 2024 um 3:00 Uhr MESZ) in Santa Clara (Levi’s Stadium) \| \| Zuschauer: 70.971 \| \| Schiedsrichter: Jesús Valenzuela ( Venezuela) \| \| Spielbericht \| | Kolumbien | Aufstellung Brasilien gegen Kolumbien |
| Brasilien                                                                                     | Alisson – Danilo , Éder Militão, Marquinhos, Wendell 86. – Bruno Guimarães 86., João Gomes 73., Raphinha, Lucas Paquetá 46., Vinícius Júnior – Rodrygo 73. Reserve Bento, Rafael, Yan Couto, Gabriel Magalhães, Guilherme Arana, Lucas Beraldo, Bremer, Douglas Luiz 86., Andreas Pereira 46., Éderson 73., Endrick 86., Savinho 73., Evanilson, Gabriel Martinelli, Pepê Cheftrainer: Dorival Júnior | Camilo Vargas – Daniel Muñoz, Davinson Sánchez, Carlos Cuesta, Deiver Machado 46. – Richard Ríos 76., Jefferson Lerma, Jhon Arias – James Rodríguez 81., Jhon Córdoba 76., Luis Díaz 89. Reserve David Ospina, Álvaro Montero, Santiago Arias, Yerry Mina, Johan Mojica 46., Kevin Castaño, Jorge Carrascal 81., Mateus Uribe 76., Juan Quintero, Yáser Asprilla, Miguel Borja, Jhon Durán, Luis Sinisterra 89., Rafael Borré 76. Cheftrainer: Néstor Lorenzo ( Argentinien) | Kolumbien | Aufstellung Brasilien gegen Kolumbien |
| Brasilien                                                                                     | 1:0 Raphinha (12.) | 1:1 Muñoz (45.+2') | Kolumbien | Aufstellung Brasilien gegen Kolumbien |
| Brasilien                                                                                     | Júnior (7.), Gomes (27.), Guimarães (73.) | Machado (25.), Lerma (27.) | Kolumbien | Aufstellung Brasilien gegen Kolumbien |
| Brasilien                                                                                     | Spieler des Spiels: James Rodríguez (Kolumbien) | | Kolumbien | Aufstellung Brasilien gegen Kolumbien |
| 3. Spieltag                                                                                   | | |           |                                       |
| 2. Juli 2024 um 18:00 Uhr PST (3. Juli 2024 um 3:00 Uhr MESZ) in Santa Clara (Levi’s Stadium) | | |           |                                       |
| Zuschauer: 70.971                                                                             | | |           |                                       |
| Schiedsrichter: Jesús Valenzuela ( Venezuela)                                                 | | |           |                                       |
| Spielbericht                                                                                  | | |           |                                       |

#### Costa Rica – Paraguay 2:1 (2:0)
| Costa Rica                                                                           | Costa Rica | Paraguay | Paraguay | Aufstellung                           |
| ------------------------------------------------------------------------------------ | --- | --- | -------- | ------------------------------------- |
| Costa Rica                                                                           | \| 3. Spieltag \| \| 2. Juli 2024 um 20:00 Uhr CST (3. Juli 2024 um 3:00 Uhr MESZ) in Austin (Q2 Stadium) \| \| Zuschauer: 12.765 \| \| Schiedsrichter: Yael Falcón ( Argentinien) \| \| Spielbericht \| | \| 3. Spieltag \| \| 2. Juli 2024 um 20:00 Uhr CST (3. Juli 2024 um 3:00 Uhr MESZ) in Austin (Q2 Stadium) \| \| Zuschauer: 12.765 \| \| Schiedsrichter: Yael Falcón ( Argentinien) \| \| Spielbericht \| | Paraguay | Aufstellung Costa Rica gegen Paraguay |
| Costa Rica                                                                           | Patrick Sequeira – Jeyland Mitchell, Juan Pablo Vargas, Francisco Calvo – Gerald Taylor, Orlando Galo, Jefferson Brenes 78., Joseph Mora 87., Joel Campbell 68. – Warren Madrigal 78., Josimar Alcócer 68. Reserve Kevin Chamorro, Aarón Cruz, Fernán Faerrón, Julio Cascante 87., Haxzel Quirós, Yeison Molina, Douglas Sequeira, Brandon Aguilera 68., Ariel Lassiter, Alejandro Bran 78., Anthony Contreras 78., Kenneth Vargas, Álvaro Zamora 68., Andy Rojas Cheftrainer: Gustavo Alfaro ( Argentinien) | Rodrigo Morinigo – Gustavo Velázquez 74., Fabián Balbuena , Omar Alderete, Néstor Giménez – Damián Bobadilla 83., Mathías Villasanti 74., Miguel Almirón 46., Julio Enciso, Ramón Sosa – Adam Bareiro 46. Reserve Carlos Miguel Coronel, Alfredo Aguilar, Iván Ramírez 74., Júnior Alonso, Gustavo Gómez, Kaku 74., Richard Sánchez, Hernesto Caballero 46., Derlis González 83., Ángel Romero 46. Cheftrainer: Daniel Garnero ( Argentinien) | Paraguay | Aufstellung Costa Rica gegen Paraguay |
| Costa Rica                                                                           | 1:0 Calvo (3.) 2:0 Alcócer (7.) | 2:1 Sosa (55.) | Paraguay | Aufstellung Costa Rica gegen Paraguay |
| Costa Rica                                                                           | Alcócer (16.), Galo (82.), Contreras (85.) | Alderete (28.), Almirón (35.), Sosa (48.) | Paraguay | Aufstellung Costa Rica gegen Paraguay |
| Costa Rica                                                                           | Spieler des Spiels: Josimar Alcócer (Costa Rica) | | Paraguay | Aufstellung Costa Rica gegen Paraguay |
| 3. Spieltag                                                                          | | |          |                                       |
| 2. Juli 2024 um 20:00 Uhr CST (3. Juli 2024 um 3:00 Uhr MESZ) in Austin (Q2 Stadium) | | |          |                                       |
| Zuschauer: 12.765                                                                    | | |          |                                       |
| Schiedsrichter: Yael Falcón ( Argentinien)                                           | | |          |                                       |
| Spielbericht                                                                         | | |          |                                       |

## Finalrunde

### Viertelfinale

#### Argentinien – Ecuador 1:1 (1:0), 4:2 i.E.
| Argentinien                                                                            | Argentinien | Ecuador | Ecuador | Aufstellung                           |
| -------------------------------------------------------------------------------------- | --- | --- | ------- | ------------------------------------- |
| Argentinien                                                                            | \| 1. Viertelfinale \| \| 4. Juli 2024 um 20:00 Uhr CST (5. Juli 2024 um 3:00 Uhr MESZ) in Houston (NRG Stadium) \| \| Zuschauer: 69.456 \| \| Schiedsrichter: Andrés Matonte ( Uruguay) \| \| Spielbericht \| | \| 1. Viertelfinale \| \| 4. Juli 2024 um 20:00 Uhr CST (5. Juli 2024 um 3:00 Uhr MESZ) in Houston (NRG Stadium) \| \| Zuschauer: 69.456 \| \| Schiedsrichter: Andrés Matonte ( Uruguay) \| \| Spielbericht \| | Ecuador | Aufstellung Argentinien gegen Ecuador |
| Argentinien                                                                            | Emiliano Martínez – Nahuel Molina 90+5., Cristian Romero, Lisandro Martínez 78., Nicolás Tagliafico – Rodrigo de Paul, Alexis Mac Allister, Enzo Fernández 78., Nicolás González – Lionel Messi , Lautaro Martínez 65. Reserve Franco Armani, Gerónimo Rulli, Lucas Quarta, Gonzalo Montiel 90+5., Germán Pezzella, Marcos Acuña, Nicolás Otamendi 78., Leandro Paredes, Exequiel Palacios, Giovani Lo Celso 78., Guido Rodríguez, Julián Álvarez 65., Ángel Di María, Alejandro Garnacho, Valentín Carboni Cheftrainer: Lionel Scaloni | Alexander Domínguez – Ángelo Preciado, Félix Torres, Willian Pacho, Piero Hincapié – Carlos Gruezo 80., Alan Franco 87., Kendry Páez 76., Moisés Caicedo, Jeremy Sarmiento 76. – Enner Valencia 80. Reserve Hernán Galíndez, Moisés Ramírez, Joel Ordóñez, Layan Loor, José Hurtado, Jackson Porozo, Andres Micolta, José Cifuentes, John Yeboah 80., Alan Minda 76., Ángel Mena 80., Julio Joao Ortiz, Janner Corozo, Kevin Rodríguez 76., Jordy Caicedo 87. Cheftrainer: Félix Sánchez ( Spanien) | Ecuador | Aufstellung Argentinien gegen Ecuador |
| Argentinien                                                                            | 1:0 Li. Martínez (35.) | 1:1 Rodríguez (90.+2') | Ecuador | Aufstellung Argentinien gegen Ecuador |
| Argentinien                                                                            | Elfmeterschießen | | Ecuador | Aufstellung Argentinien gegen Ecuador |
| Argentinien                                                                            | Messi schießt gegen die Latte 1:0 Álvarez 2:0 Mac Allister 3:1 Montiel 4:2 Otamendi | E. Martínez hält gegen Mena E. Martínez hält gegen Minda 2:1 Yeboah 3:2 J. Caicedo | Ecuador | Aufstellung Argentinien gegen Ecuador |
| Argentinien                                                                            | González (77.), Tagliafico (81.) | Valencia (30.), M. Caicedo (75.) | Ecuador | Aufstellung Argentinien gegen Ecuador |
| Argentinien                                                                            | Valencia schießt Handelfmeter gegen den Pfosten (62.) | | Ecuador | Aufstellung Argentinien gegen Ecuador |
| Argentinien                                                                            | Spieler des Spiels: Emiliano Martínez (Argentinien) | | Ecuador | Aufstellung Argentinien gegen Ecuador |
| 1. Viertelfinale                                                                       | | |         |                                       |
| 4. Juli 2024 um 20:00 Uhr CST (5. Juli 2024 um 3:00 Uhr MESZ) in Houston (NRG Stadium) | | |         |                                       |
| Zuschauer: 69.456                                                                      | | |         |                                       |
| Schiedsrichter: Andrés Matonte ( Uruguay)                                              | | |         |                                       |
| Spielbericht                                                                           | | |         |                                       |

#### Venezuela – Kanada 1:1 (0:1), 3:4 i.E.
| Venezuela                                                                                 | Venezuela | Kanada | Kanada | Aufstellung                        |
| ----------------------------------------------------------------------------------------- | --- | --- | ------ | ---------------------------------- |
| Venezuela                                                                                 | \| 2. Viertelfinale \| \| 5. Juli 2024 um 20:00 Uhr CST (6. Juli 2024 um 3:00 Uhr MESZ) in Arlington (AT&T Stadium) \| \| Zuschauer: 51.080 \| \| Schiedsrichter: Wilton Sampaio ( Brasilien) \| \| Spielbericht \| | \| 2. Viertelfinale \| \| 5. Juli 2024 um 20:00 Uhr CST (6. Juli 2024 um 3:00 Uhr MESZ) in Arlington (AT&T Stadium) \| \| Zuschauer: 51.080 \| \| Schiedsrichter: Wilton Sampaio ( Brasilien) \| \| Spielbericht \| | Kanada | Aufstellung Venezuela gegen Kanada |
| Venezuela                                                                                 | Rafael Romo – Jon Aramburu, Nahuel Ferraresi, Yordan Osorio 90+2., Miguel Angel Navarro – Cristian Cásseres Jr. 60., Eduard Bello 84., José Andrés Martínez 90+2., Yangel Herrera, Yeferson Soteldo 84. – Salomón Rondón Reserve Joel Graterol, José Contreras, Jhon Chancellor, Christian Makoun, Wilker Ángel 90+2., Alexander González, Jefferson Savarino 84., Tomás Rincón 90+2., Telasco Segovia, Matías Lacava 84., Kervin Andrade, Daniel Pereira, Jhonder Cádiz 60., Eric Ramírez Cheftrainer: Fernando Batista ( Argentinien) | Maxime Crépeau – Alistair Johnston, Moïse Bombito, Derek Cornelius, Alphonso Davies – Jonathan Osorio 81., Stephen Eustáquio, Richie Laryea 72., Jonathan David, Jacob Shaffelburg 62. – Cyle Larin 72. Reserve Dayne St. Clair, Tom McGill, Luc de Fougerolles, Kamal Miller, Kyle Hiebert, Joel Waterman, Ali Ahmed 72., Samuel Piette, Ismaël Koné 81., Mathieu Choinière, Theo Bair, Jacen Russell-Rowe, Liam Millar 62., Tani Oluwaseyi 72. Cheftrainer: Jesse Marsch ( Vereinigte Staaten) | Kanada | Aufstellung Venezuela gegen Kanada |
| Venezuela                                                                                 | 1:1 Rondón (65.) | 0:1 Shaffelburg (13.) | Kanada | Aufstellung Venezuela gegen Kanada |
| Venezuela                                                                                 | Elfmeterschießen | | Kanada | Aufstellung Venezuela gegen Kanada |
| Venezuela                                                                                 | 1:0 Rondón Herrera schießt links vorbei 2:1 Rincón Crépeau hält gegen Savarino 3:2 Cádiz Crépeau hält gegen Ángel | 1:1 David Millar schießt über das Tor 2:2 Bombito Romo hält gegen Eustáquio 3:3 Davies 3:4 Koné | Kanada | Aufstellung Venezuela gegen Kanada |
| Venezuela                                                                                 | Aramburu (90.+4') | Shaffelburg (36.), Cornelius (50.) | Kanada | Aufstellung Venezuela gegen Kanada |
| Venezuela                                                                                 | Spieler des Spiels: Jacob Shaffelburg (Kanada) | | Kanada | Aufstellung Venezuela gegen Kanada |
| 2. Viertelfinale                                                                          | | |        |                                    |
| 5. Juli 2024 um 20:00 Uhr CST (6. Juli 2024 um 3:00 Uhr MESZ) in Arlington (AT&T Stadium) | | |        |                                    |
| Zuschauer: 51.080                                                                         | | |        |                                    |
| Schiedsrichter: Wilton Sampaio ( Brasilien)                                               | | |        |                                    |
| Spielbericht                                                                              | | |        |                                    |

#### Kolumbien – Panama 5:0 (3:0)
| Kolumbien                                                                                      | Kolumbien | Panama | Panama | Aufstellung                        |
| ---------------------------------------------------------------------------------------------- | --- | --- | ------ | ---------------------------------- |
| Kolumbien                                                                                      | \| 3. Viertelfinale \| \| 6. Juli 2024 um 15:00 Uhr MST (7. Juli 2024 um 0:00 Uhr MESZ) in Glendale (State Farm Stadium) \| \| Zuschauer: 39.740 \| \| Schiedsrichter: Maurizio Mariani ( Italien) \| \| Spielbericht \| | \| 3. Viertelfinale \| \| 6. Juli 2024 um 15:00 Uhr MST (7. Juli 2024 um 0:00 Uhr MESZ) in Glendale (State Farm Stadium) \| \| Zuschauer: 39.740 \| \| Schiedsrichter: Maurizio Mariani ( Italien) \| \| Spielbericht \| | Panama | Aufstellung Kolumbien gegen Panama |
| Kolumbien                                                                                      | Camilo Vargas – Daniel Muñoz 72., Davinson Sánchez, Carlos Cuesta, Johan Mojica – Richard Ríos, Mateus Uribe, Jhon Arias 65. – James Rodríguez 72., Jhon Córdoba 79., Luis Díaz 65. Reserve David Ospina, Álvaro Montero, Santiago Arias 72., Yerry Mina, Deiver Machado, Kevin Castaño, Jorge Carrascal 65., Juan Quintero 72., Yáser Asprilla, Miguel Borja 79., Jhon Durán, Luis Sinisterra 65., Rafael Borré Cheftrainer: Néstor Lorenzo ( Argentinien) | Orlando Mosquera – Michael Murillo, Edgardo Fariña, José Córdoba, Roderick Miller 46., Éric Davis 82. – César Blackman 46., Cristian Martínez 62., Jovani Welch, Edgar Bárcenas – José Fajardo 85. Reserve Luis Mejía, César Samudio, Eduardo Anderson, Omar Valencia 82., Iván Anderson, Abdiel Ayarza 62., Freddy Góndola, Carlos Harvey 46., César Yanis, Kahiser Lenis, Eduardo Guerrero 46., Ismael Díaz 85. Cheftrainer: Thomas Christiansen ( Spanien) | Panama | Aufstellung Kolumbien gegen Panama |
| Kolumbien                                                                                      | 1:0 Córdoba (8.) 2:0 Rodríguez (15., Foulelfmeter) 3:0 Díaz (41.) 4:0 Ríos (70.) 5:0 Borja (90.+4', Foulelfmeter) | | Panama | Aufstellung Kolumbien gegen Panama |
| Kolumbien                                                                                      | Uribe (45.) | Welch (54.), Fariña (64.), Córdoba (90.+2') | Panama | Aufstellung Kolumbien gegen Panama |
| Kolumbien                                                                                      | Spieler des Spiels: James Rodríguez (Kolumbien) | | Panama | Aufstellung Kolumbien gegen Panama |
| 3. Viertelfinale                                                                               | | |        |                                    |
| 6. Juli 2024 um 15:00 Uhr MST (7. Juli 2024 um 0:00 Uhr MESZ) in Glendale (State Farm Stadium) | | |        |                                    |
| Zuschauer: 39.740                                                                              | | |        |                                    |
| Schiedsrichter: Maurizio Mariani ( Italien)                                                    | | |        |                                    |
| Spielbericht                                                                                   | | |        |                                    |

#### Uruguay – Brasilien 0:0, 4:2 i.E.
| Uruguay                                                                                       | Uruguay | Brasilien | Brasilien | Aufstellung                         |
| --------------------------------------------------------------------------------------------- | --- | --- | --------- | ----------------------------------- |
| Uruguay                                                                                       | \| 4. Viertelfinale \| \| 6. Juli 2024 um 18:00 Uhr PST (7. Juli 2024 um 3:00 Uhr MESZ) in Paradise (Allegiant Stadium) \| \| Zuschauer: 50.770 \| \| Schiedsrichter: Dario Herrera ( Argentinien) \| \| Spielbericht \| | \| 4. Viertelfinale \| \| 6. Juli 2024 um 18:00 Uhr PST (7. Juli 2024 um 3:00 Uhr MESZ) in Paradise (Allegiant Stadium) \| \| Zuschauer: 50.770 \| \| Schiedsrichter: Dario Herrera ( Argentinien) \| \| Spielbericht \| | Brasilien | Aufstellung Uruguay gegen Brasilien |
| Uruguay                                                                                       | Sergio Rochet – Nahitan Nández, Ronald Araújo 33., Mathías Olivera, Matías Viña 46. – Manuel Ugarte, Federico Valverde , Facundo Pellistri 77., Nicolás De La Cruz 66., Maximiliano Araújo – Darwin Núñez 78. Reserve Franco Israel, Santiago Mele, José María Giménez 33., Sebastián Cáceres 46., Guillermo Varela 77., Nicolás Marichal, Lucas Olaza, Rodrigo Bentancur 66., Giorgian De Arrascaeta 78., Emiliano Martínez, Luis Suárez, Agustín Canobbio, Brian Rodríguez, Cristian Olivera, Brian Ocampo Cheftrainer: Marcelo Bielsa ( Argentinien) | Alisson – Danilo , Éder Militão, Marquinhos, Guilherme Arana – Bruno Guimarães 87., João Gomes 82., Raphinha 82., Lucas Paquetá 81., Rodrygo 87. – Endrick Reserve Bento, Rafael, Wendell, Yan Couto, Gabriel Magalhães, Lucas Beraldo, Bremer, Douglas Luiz 81., Andreas Pereira 82., Éderson, Savinho 82., Evanilson 87., Gabriel Martinelli 87., Pepê Cheftrainer: Dorival Júnior | Brasilien | Aufstellung Uruguay gegen Brasilien |
| Uruguay                                                                                       | Elfmeterschießen | | Brasilien | Aufstellung Uruguay gegen Brasilien |
| Uruguay                                                                                       | 1:0 Valverde 2:0 Bentancur 3:1 De Arrascaeta Alisson hält gegen Giménez 4:2 Ugarte | Rochet hält gegen Militão 2:1 Pereira Luiz schießt gegen den Pfosten 3:2 Martinelli | Brasilien | Aufstellung Uruguay gegen Brasilien |
| Uruguay                                                                                       | Ugarte (51.), De La Cruz (60.) | Paquetá (39.), Gomes (64.) | Brasilien | Aufstellung Uruguay gegen Brasilien |
| Uruguay                                                                                       | Nández (74., Rangelei) | | Brasilien | Aufstellung Uruguay gegen Brasilien |
| Uruguay                                                                                       | Spieler des Spiels: Sergio Rochet (Uruguay) | | Brasilien | Aufstellung Uruguay gegen Brasilien |
| 4. Viertelfinale                                                                              | | |           |                                     |
| 6. Juli 2024 um 18:00 Uhr PST (7. Juli 2024 um 3:00 Uhr MESZ) in Paradise (Allegiant Stadium) | | |           |                                     |
| Zuschauer: 50.770                                                                             | | |           |                                     |
| Schiedsrichter: Dario Herrera ( Argentinien)                                                  | | |           |                                     |
| Spielbericht                                                                                  | | |           |                                     |

### Halbfinale

#### Argentinien – Kanada 2:0 (1:0)
| Argentinien                                                                                         | Argentinien | Kanada | Kanada | Aufstellung                          |
| --------------------------------------------------------------------------------------------------- | --- | --- | ------ | ------------------------------------ |
| Argentinien                                                                                         | \| 1. Halbfinale \| \| 9. Juli 2024 um 20:00 Uhr EST (10. Juli 2024 um 2:00 Uhr MESZ) in East Rutherford (MetLife Stadium) \| \| Zuschauer: 80.102 \| \| Schiedsrichter: Piero Maza ( Chile) \| \| Spielbericht \| | \| 1. Halbfinale \| \| 9. Juli 2024 um 20:00 Uhr EST (10. Juli 2024 um 2:00 Uhr MESZ) in East Rutherford (MetLife Stadium) \| \| Zuschauer: 80.102 \| \| Schiedsrichter: Piero Maza ( Chile) \| \| Spielbericht \| | Kanada | Aufstellung Argentinien gegen Kanada |
| Argentinien                                                                                         | Emiliano Martínez – Gonzalo Montiel 71., Cristian Romero, Lisandro Martínez, Nicolás Tagliafico 64. – Ángel Di María 78., Rodrigo de Paul, Enzo Fernández, Alexis Mac Allister 78. – Lionel Messi , Julián Álvarez 78. Reserve Franco Armani, Gerónimo Rulli, Lucas Quarta, Germán Pezzella, Marcos Acuña, Nicolás Otamendi 64., Nahuel Molina 71., Leandro Paredes, Exequiel Palacios 78., Giovani Lo Celso, Guido Rodríguez, Nicolás González 78., Alejandro Garnacho, Valentín Carboni, Lautaro Martínez 78. Cheftrainer: Lionel Scaloni | Maxime Crépeau – Alistair Johnston, Moïse Bombito, Derek Cornelius, Alphonso Davies 71. – Richie Laryea 55., Ismaël Koné, Stephen Eustáquio 72., Jacob Shaffelburg 55. – Jonathan David 64., Cyle Larin Reserve Dayne St. Clair, Tom McGill, Luc de Fougerolles, Kamal Miller, Kyle Hiebert, Joel Waterman, Ali Ahmed 55., Samuel Piette, Jonathan Osorio 71., Mathieu Choinière 72., Theo Bair, Jacen Russell-Rowe, Liam Millar 55., Tani Oluwaseyi 64. Cheftrainer: Jesse Marsch ( Vereinigte Staaten) | Kanada | Aufstellung Argentinien gegen Kanada |
| Argentinien                                                                                         | 1:0 Álvarez (22.) 2:0 Messi (51.) | | Kanada | Aufstellung Argentinien gegen Kanada |
| Argentinien                                                                                         | Molina (88.) | David (32.), Eustáquio (63.), Marsch (77., Trainer), Koné (79.) | Kanada | Aufstellung Argentinien gegen Kanada |
| Argentinien                                                                                         | Spieler des Spiels: Lionel Messi (Argentinien) | | Kanada | Aufstellung Argentinien gegen Kanada |
| 1. Halbfinale                                                                                       | | |        |                                      |
| 9. Juli 2024 um 20:00 Uhr EST (10. Juli 2024 um 2:00 Uhr MESZ) in East Rutherford (MetLife Stadium) | | |        |                                      |
| Zuschauer: 80.102                                                                                   | | |        |                                      |
| Schiedsrichter: Piero Maza ( Chile)                                                                 | | |        |                                      |
| Spielbericht                                                                                        | | |        |                                      |

#### Uruguay – Kolumbien 0:1 (0:1)
| Uruguay                                                                                                | Uruguay | Kolumbien | Kolumbien | Aufstellung                         |
| --- | --- | --- | --------- | ----------------------------------- |
| Uruguay                                                                                                | \| 2. Halbfinale \| \| 10. Juli 2024 um 20:00 Uhr EST (11. Juli 2024 um 2:00 Uhr MESZ) in Charlotte (Bank of America Stadium) \| \| Zuschauer: 70.644 \| \| Schiedsrichter: César Arturo Ramos ( Mexiko) \| \| Spielbericht \| | \| 2. Halbfinale \| \| 10. Juli 2024 um 20:00 Uhr EST (11. Juli 2024 um 2:00 Uhr MESZ) in Charlotte (Bank of America Stadium) \| \| Zuschauer: 70.644 \| \| Schiedsrichter: César Arturo Ramos ( Mexiko) \| \| Spielbericht \| | Kolumbien | Aufstellung Uruguay gegen Kolumbien |
| Uruguay                                                                                                | Sergio Rochet – Sebastián Cáceres, José María Giménez, Mathías Olivera 46. – Federico Valverde , Manuel Ugarte, Facundo Pellistri 46., Rodrigo Bentancur 34., Nicolás De La Cruz 90., Maximiliano Araújo – Darwin Núñez Reserve Franco Israel, Santiago Mele, Ronald Araújo, Guillermo Varela 34. 67., Matías Viña, Nicolás Marichal, Lucas Olaza, Giorgian De Arrascaeta 46., Emiliano Martínez, Luis Suárez 67., Agustín Canobbio 90., Brian Rodríguez, Cristian Olivera 46., Brian Ocampo Cheftrainer: Marcelo Bielsa ( Argentinien) | Camilo Vargas – Daniel Muñoz, Davinson Sánchez, Carlos Cuesta, Johan Mojica – Richard Ríos 62., Jefferson Lerma, Jhon Arias 46., James Rodríguez 62., Luis Díaz 86. – Jhon Córdoba 75. Reserve David Ospina, Álvaro Montero, Jhon Lucumí, Santiago Arias 46., Yerry Mina 75., Deiver Machado, Kevin Castaño 62., Jorge Carrascal, Mateus Uribe 62., Juan Quintero, Yáser Asprilla, Miguel Borja, Jhon Durán, Luis Sinisterra 86., Rafael Borré Cheftrainer: Néstor Lorenzo ( Argentinien) | Kolumbien | Aufstellung Uruguay gegen Kolumbien |
| Uruguay                                                                                                | 0:1 Lerma (39.) | | Kolumbien | Aufstellung Uruguay gegen Kolumbien |
| Uruguay                                                                                                | De La Cruz (26.), Varela (63.), Giménez (69.) | Muñoz (31.), Rodríguez (55.), Castaño (90.+6'), Cuesta (90.+7') | Kolumbien | Aufstellung Uruguay gegen Kolumbien |
| Uruguay                                                                                                | Muñoz (45.+1') | | Kolumbien | Aufstellung Uruguay gegen Kolumbien |
| Uruguay                                                                                                | Varela (90.+8') | | Kolumbien | Aufstellung Uruguay gegen Kolumbien |
| Uruguay                                                                                                | Spieler des Spiels: James Rodríguez (Kolumbien) | | Kolumbien | Aufstellung Uruguay gegen Kolumbien |
| 2. Halbfinale                                                                                          | | |           |                                     |
| 10. Juli 2024 um 20:00 Uhr EST (11. Juli 2024 um 2:00 Uhr MESZ) in Charlotte (Bank of America Stadium) | | |           |                                     |
| Zuschauer: 70.644                                                                                      | | |           |                                     |
| Schiedsrichter: César Arturo Ramos ( Mexiko)                                                           | | |           |                                     |
| Spielbericht                                                                                           | | |           |                                     |

### Spiel um Platz 3

#### Kanada – Uruguay 2:2 (1:1), 3:4 i.E.
| Kanada                                                                                                 | Kanada | Uruguay | Uruguay | Aufstellung                      |
| --- | --- | --- | ------- | -------------------------------- |
| Kanada                                                                                                 | \| Spiel um Platz 3 \| \| 13. Juli 2024 um 20:00 Uhr EST (14. Juli 2024 um 2:00 Uhr MESZ) in Charlotte (Bank of America Stadium) \| \| Zuschauer: 24.386 \| \| Schiedsrichter: Alexis Herrera ( Venezuela) \| \| Spielbericht \| | \| Spiel um Platz 3 \| \| 13. Juli 2024 um 20:00 Uhr EST (14. Juli 2024 um 2:00 Uhr MESZ) in Charlotte (Bank of America Stadium) \| \| Zuschauer: 24.386 \| \| Schiedsrichter: Alexis Herrera ( Venezuela) \| \| Spielbericht \| | Uruguay | Aufstellung Kanada gegen Uruguay |
| Kanada                                                                                                 | Dayne St. Clair – Alistair Johnston 62., Luc de Fougerolles 67., Moïse Bombito, Richie Laryea – Ismaël Koné, Mathieu Choinière, Ali Ahmed 77., Jonathan Osorio 77., Jacob Shaffelburg – Tani Oluwaseyi 67. Reserve Maxime Crépeau, Tom McGill, Kamal Miller, Kyle Hiebert, Derek Cornelius 67., Alphonso Davies 62., Joel Waterman, Samuel Piette, Stephen Eustáquio, Cyle Larin, Jonathan David 67., Theo Bair 77., Jacen Russell-Rowe, Liam Millar 77. Cheftrainer: Jesse Marsch ( Vereinigte Staaten) | Sergio Rochet – Nahitan Nández, José María Giménez , Sebastián Cáceres, Matías Viña 66. – Federico Valverde, Manuel Ugarte 46., Rodrigo Bentancur – Facundo Pellistri 61., Darwin Núñez 46., Maximiliano Araújo 61. Reserve Franco Israel, Santiago Mele, Ronald Araújo, Mathías Olivera, Nicolás Marichal, Lucas Olaza 66., Giorgian De Arrascaeta 46., Emiliano Martínez, Luis Suárez 46., Agustín Canobbio, Brian Rodríguez 61., Cristian Olivera 61., Brian Ocampo Cheftrainer: Marcelo Bielsa ( Argentinien) | Uruguay | Aufstellung Kanada gegen Uruguay |
| Kanada                                                                                                 | 1:1 Koné (22.) 2:1 David (80.) | 0:1 Bentancur (8.) 2:2 Suárez (90.+2') | Uruguay | Aufstellung Kanada gegen Uruguay |
| Kanada                                                                                                 | Elfmeterschießen | | Uruguay | Aufstellung Kanada gegen Uruguay |
| Kanada                                                                                                 | 1:0 David 2:1 Bombito Rochet hält gegen Koné 3:3 Choinière Davies schießt an die Latte | 1:1 Valverde 2:2 Bentancur 2:3 De Arrascaeta 3:4 Suárez | Uruguay | Aufstellung Kanada gegen Uruguay |
| Kanada                                                                                                 | de Fougerolles (7.), Oluwaseyi (63.), Koné (78.), St. Clair (90.+3') | Viña (26.), Bentancur (85.) | Uruguay | Aufstellung Kanada gegen Uruguay |
| Kanada                                                                                                 | Spieler des Spiels: Luis Suárez (Uruguay) | | Uruguay | Aufstellung Kanada gegen Uruguay |
| Spiel um Platz 3                                                                                       | | |         |                                  |
| 13. Juli 2024 um 20:00 Uhr EST (14. Juli 2024 um 2:00 Uhr MESZ) in Charlotte (Bank of America Stadium) | | |         |                                  |
| Zuschauer: 24.386                                                                                      | | |         |                                  |
| Schiedsrichter: Alexis Herrera ( Venezuela)                                                            | | |         |                                  |
| Spielbericht                                                                                           | | |         |                                  |

### Finale

#### Argentinien – Kolumbien 1:0 n. V.
| Argentinien                                                                                          | Argentinien | Kolumbien | Kolumbien | Aufstellung                             |
| --- | --- | --- | --------- | --------------------------------------- |
| Argentinien                                                                                          | \| Finale \| \| 14. Juli 2024 um 21:20 Uhr EST (15. Juli 2024 um 3:20 Uhr MESZ) in Miami Gardens (Hard Rock Stadium) \| \| Schiedsrichter: Raphael Claus ( Brasilien) \| \| Spielbericht \| | \| Finale \| \| 14. Juli 2024 um 21:20 Uhr EST (15. Juli 2024 um 3:20 Uhr MESZ) in Miami Gardens (Hard Rock Stadium) \| \| Schiedsrichter: Raphael Claus ( Brasilien) \| \| Spielbericht \| | Kolumbien | Aufstellung Argentinien gegen Kolumbien |
| Argentinien                                                                                          | Emiliano Martínez – Gonzalo Montiel 72., Cristian Romero, Lisandro Martínez, Nicolás Tagliafico – Ángel Di María 117., Rodrigo de Paul, Enzo Fernández 97., Alexis Mac Allister 97. – Lionel Messi 66., Julián Álvarez 97. Reserve Franco Armani, Gerónimo Rulli, Lucas Quarta, Germán Pezzella, Marcos Acuña, Nicolás Otamendi 117., Nahuel Molina 72., Leandro Paredes 97., Exequiel Palacios, Giovani Lo Celso 97., Guido Rodríguez, Nicolás González 66., Alejandro Garnacho, Valentín Carboni, Lautaro Martínez 97. Cheftrainer: Lionel Scaloni | Camilo Vargas – Santiago Arias, Davinson Sánchez, Carlos Cuesta, Johan Mojica – Richard Ríos 89., Jefferson Lerma 106., Jhon Arias 106. – James Rodríguez 91., Jhon Córdoba 89., Luis Díaz 106. Reserve David Ospina, Álvaro Montero, Jhon Lucumí, Yerry Mina, Deiver Machado, Kevin Castaño 89., Jorge Carrascal 106., Mateus Uribe 106., Juan Quintero 91., Yáser Asprilla, Miguel Borja 106., Jhon Durán, Luis Sinisterra, Rafael Borré 89. Cheftrainer: Néstor Lorenzo ( Argentinien) | Kolumbien | Aufstellung Argentinien gegen Kolumbien |
| Argentinien                                                                                          | 1:0 La. Martínez (112.) | | Kolumbien | Aufstellung Argentinien gegen Kolumbien |
| Argentinien                                                                                          | Mac Allister (61.), Lo Celso (118.) | Córdoba (27.), Borja (115.) | Kolumbien | Aufstellung Argentinien gegen Kolumbien |
| Argentinien                                                                                          | Spieler des Spiels: Ángel Di María (Argentinien) | | Kolumbien | Aufstellung Argentinien gegen Kolumbien |
| Finale                                                                                               | | |           |                                         |
| 14. Juli 2024 um 21:20 Uhr EST (15. Juli 2024 um 3:20 Uhr MESZ) in Miami Gardens (Hard Rock Stadium) | | |           |                                         |
| Schiedsrichter: Raphael Claus ( Brasilien)                                                           | | |           |                                         |
| Spielbericht                                                                                         | | |           |                                         |